# Česká hokejová extraliga 2022/2023
Česká hokejová extraliga 2022/2023 byla jubilejním 30. ročníkem nejvyšší hokejové soutěže v Česku. Ze soutěže z předešlé sezony sestoupil tým PSG Berani Zlín. V baráži ligovou příslušnost uhájili Rytíři Kladno.

## Kluby podle krajů
- Praha: HC Sparta Praha
- Středočeský kraj: BK Mladá Boleslav, Rytíři Kladno
- Jihočeský kraj: Banes Motor České Budějovice
- Plzeňský kraj: HC Škoda Plzeň
- Pardubický kraj: HC Dynamo Pardubice
- Liberecký kraj: Bílí Tygři Liberec
- Ústecký kraj: HC VERVA Litvínov
- Moravskoslezský kraj: HC Oceláři Třinec, HC VÍTKOVICE RIDERA
- Olomoucký kraj: HC Olomouc
- Karlovarský kraj HC Energie Karlovy Vary
- Královéhradecký kraj: Mountfield HK
- Jihomoravský kraj: HC Kometa Brno

## Základní údaje na začátku sezony
| Klub                         | Hlavní trenér  | Kapitán                         | Předchozí sezona | Soupiska |
| ---------------------------- | -------------- | ------------------------------- | ---------------- | -------- |
| HC Oceláři Třinec            | Zdeněk Moták   | Petr Vrána                      | Zlatá medaile    | zde      |
| HC Sparta Praha              | Pavel Patera   | Michal Řepík                    | Stříbrná medaile | zde      |
| Banes Motor České Budějovice | Jaroslav Modrý | Milan Gulaš                     | Bronzová medaile | zde      |
| BK Mladá Boleslav            | Ladislav Čihák | Jan Stránský                    | 4. místo         | zde      |
| Mountfield HK                | Tomáš Martinec | Radek Smoleňák                  | 5. místo         | zde      |
| HC Dynamo Pardubice          | Radim Rulík    | Patrik Poulíček                 | 6. místo         | zde      |
| Bílí Tygři Liberec           | Patrik Augusta | Michal Bulíř                    | 7. místo         | zde      |
| HC VÍTKOVICE RIDERA          | Miloš Holaň    | Lukáš Krenželok                 | 8. místo         | zde      |
| HC Škoda Plzeň               | Petr Kořínek   | Jan Schleiss                    | 9. místo         | zde      |
| HC Olomouc                   | Jan Tomajko    | Jiří Ondrušek                   | 10. místo        | zde      |
| HC Kometa Brno               | Martin Pešout  | Martin Zaťovič                  | 11. místo        | zde      |
| HC Energie Karlovy Vary      | David Bruk     | Tomáš Vondráček                 | 12. místo        | zde      |
| HC VERVA Litvínov            | Karel Mlejnek  | Petr Straka později Matúš Sukeľ | 13. místo        | zde      |
| Rytíři Kladno                | Otakar Vejvoda | Tomáš Plekanec                  | 14. místo        | zde      |

## Konečná tabulka základní části
| Poř. | Tým                          | Z  | V  | VP | PP | P  | VG  | OG  | B   |
| ---- | ---------------------------- | -- | -- | -- | -- | -- | --- | --- | --- |
| 1.   | HC Dynamo Pardubice          | 52 | 29 | 8  | 5  | 10 | 159 | 110 | 108 |
| 2.   | HC VÍTKOVICE RIDERA          | 52 | 28 | 4  | 10 | 10 | 159 | 122 | 102 |
| 3.   | HC Sparta Praha              | 52 | 28 | 6  | 3  | 15 | 155 | 122 | 99  |
| 4.   | Mountfield HK                | 52 | 23 | 7  | 5  | 17 | 141 | 124 | 88  |
| 5.   | Bílí Tygři Liberec           | 52 | 19 | 10 | 10 | 13 | 156 | 129 | 87  |
| 6.   | HC Oceláři Třinec            | 52 | 21 | 5  | 7  | 19 | 149 | 121 | 80  |
| 7.   | HC Kometa Brno               | 52 | 19 | 6  | 3  | 24 | 134 | 150 | 72  |
| 8.   | HC Olomouc                   | 52 | 19 | 6  | 2  | 25 | 121 | 141 | 71  |
| 9.   | HC Energie Karlovy Vary      | 52 | 19 | 4  | 3  | 26 | 129 | 163 | 68  |
| 10.  | BK Mladá Boleslav            | 52 | 15 | 7  | 8  | 22 | 116 | 128 | 67  |
| 11.  | HC VERVA Litvínov            | 52 | 15 | 7  | 8  | 22 | 137 | 144 | 67  |
| 12.  | HC Škoda Plzeň               | 52 | 15 | 6  | 8  | 23 | 127 | 146 | 65  |
| 13.  | Banes Motor České Budějovice | 52 | 15 | 5  | 6  | 26 | 132 | 158 | 61  |
| 14.  | Rytíři Kladno                | 52 | 15 | 3  | 6  | 28 | 122 | 179 | 57  |

| Vysvětlivka                                |
| ------------------------------------------ |
| Postup do play-off                         |
| Postup do předkola play-off                |
| Konec sezóny pro daný tým                  |
| Baráž proti vítězi finále play off 1. ligy |

## Hráčské statistiky základní části

### Kanadské bodování
Toto je konečné pořadí hráčů podle dosažených bodů. Za jeden vstřelený gól nebo přihrávku na gól hráč získal jeden bod.
| Poř. | Hráč             | Tým                          | Z  | G  | A  | B  | TM | +/- |
| ---- | ---------------- | ---------------------------- | -- | -- | -- | -- | -- | --- |
| 1.   | Martin Růžička   | HC Oceláři Třinec            | 52 | 23 | 29 | 52 | 18 | +7  |
| 2.   | Marko Daňo       | HC Oceláři Třinec            | 51 | 29 | 22 | 51 | 36 | +15 |
| 3.   | Tomáš Plekanec   | Rytíři Kladno                | 52 | 16 | 33 | 49 | 34 | -6  |
| 4.   | Petr Holík       | HC Kometa Brno               | 52 | 12 | 36 | 48 | 22 | -3  |
| 5.   | Roberts Bukarts  | HC VÍTKOVICE RIDERA          | 52 | 21 | 26 | 47 | 10 | +7  |
| 6.   | Dominik Lakatoš  | HC VÍTKOVICE RIDERA          | 51 | 18 | 29 | 47 | 53 | +21 |
| 7.   | Andrej Nestrašil | HC Oceláři Třinec            | 44 | 10 | 36 | 46 | 10 | +10 |
| 8.   | Lukáš Pech       | Banes Motor České Budějovice | 49 | 8  | 38 | 46 | 48 | -4  |
| 9.   | Milan Gulaš      | Banes Motor České Budějovice | 47 | 24 | 18 | 42 | 24 | -8  |
| 10.  | Lukáš Radil      | HC Dynamo Pardubice          | 49 | 14 | 26 | 40 | 30 | +29 |

### Hodnocení brankářů
Toto je konečné pořadí nejlepších deseti brankářů.
| Poř. | Hráč             | Tým                 | Z. | MIN  | OG | PZ   | PS   | POG  | Úsp%  |
| ---- | ---------------- | ------------------- | -- | ---- | -- | ---- | ---- | ---- | ----- |
| 1.   | Dominik Furch    | HC Kometa Brno      | 40 | 2093 | 80 | 1002 | 1082 | 2.29 | 92.61 |
| 2.   | Petr Kváča       | Bílí Tygři Liberec  | 43 | 2630 | 92 | 1140 | 1232 | 2.10 | 92.53 |
| 3.   | Henri Kiviaho    | Mountfield HK       | 34 | 2044 | 63 | 771  | 834  | 1.85 | 92.45 |
| 4.   | Aleš Stezka      | HC VÍTKOVICE RIDERA | 39 | 2382 | 85 | 1040 | 1125 | 2.14 | 92.44 |
| 5.   | Filip Novotný    | BK Mladá Boleslav   | 33 | 1847 | 68 | 802  | 870  | 2.21 | 92.18 |
| 6.   | Gašper Krošelj   | BK Mladá Boleslav   | 22 | 1245 | 48 | 562  | 610  | 2.31 | 92.13 |
| 7.   | Roman Will       | HC Dynamo Pardubice | 39 | 2335 | 82 | 954  | 1036 | 2.11 | 92.08 |
| 8.   | Marek Mazanec    | HC Oceláři Třinec   | 37 | 2237 | 77 | 886  | 963  | 2.07 | 92.00 |
| 9.   | Miroslav Svoboda | HC Škoda Plzeň      | 28 | 1678 | 73 | 837  | 910  | 2.61 | 91.98 |
| 10.  | Jan Lukáš        | HC Olomouc          | 29 | 1531 | 66 | 702  | 768  | 2.59 | 91.41 |

## Kaufland Winter Games 2023
13. ledna 2023 se uskutečnil zápas po širým nebem v rámci Kaufland Winter Games 2023. Zápase se odehrál na Tehelném poli, v Bratislavě mezi týmy HC Oceláři Třinec a HC Kometa Brno. Před návštěvou 11 367 diváků zvítězil Třinec 6:1.
| 13. ledna 2023 18:30 | HC Oceláři Třinec | 6 : 1 (1:0, 3:0, 2:1) | HC Kometa Brno | Tehelné pole, Bratislava Návštěvnost: 11 367 |  |

| Zpráva | |                             |                              |                                                                         |
| Ondřej Kacetl | Ondřej Kacetl | Brankáři                    | Dominik Furch                | Rozhodčí: Peter Stano Antonín Jeřábek Čároví: Vít Lederer Marek Hlavatý |
| Marko Daňo (Libor Hudáček, Andrej Nestrašil) 07:18' Vladimír Dravecký (Patrik Hrehorčák, Aron Chmielewski) 26:42' Marko Daňo (Tomáš Marcinko, Andrej Nestrašil) 32:35' Andrej Nestrašil (Jakub Jeřábek, Libor Hudáček) 38:37' Libor Hudáček (Daniel Voženílek, Erik Hrňa) 46:05' Daniel Voženílek (Martin Marinčin, Libor Hudáček) 49:55' | Marko Daňo (Libor Hudáček, Andrej Nestrašil) 07:18' Vladimír Dravecký (Patrik Hrehorčák, Aron Chmielewski) 26:42' Marko Daňo (Tomáš Marcinko, Andrej Nestrašil) 32:35' Andrej Nestrašil (Jakub Jeřábek, Libor Hudáček) 38:37' Libor Hudáček (Daniel Voženílek, Erik Hrňa) 46:05' Daniel Voženílek (Martin Marinčin, Libor Hudáček) 49:55' | 1:0 2:0 3:0 4:0 4:1 5:1 6:1 | 49:55' Jan Süss (Jan Ščotka) | Rozhodčí: Peter Stano Antonín Jeřábek Čároví: Vít Lederer Marek Hlavatý |
| 4 min | 4 min | Tresty                      | 8 min                        | Rozhodčí: Peter Stano Antonín Jeřábek Čároví: Vít Lederer Marek Hlavatý |
| 27 | 27 | Střely                      | 32                           | Rozhodčí: Peter Stano Antonín Jeřábek Čároví: Vít Lederer Marek Hlavatý |

## Pavouk play off
|  | Předkolo | Předkolo       | Předkolo       |         |   | Čtvrtfinále | Čtvrtfinále | Čtvrtfinále |  |   | Semifinále | Semifinále | Semifinále |  |   | Finále | Finále | Finále |
|  |          |                |                |         |   |             |             |             |  |   |            |            |            |  |   |        |        |        |
|  |          |                |                |         |   |             |             |             |  |   |            |            |            |  |   |        |        |        |
|  |          | 1              | Pardubice      | 4       |   |             |             |             |  |   |            |            |            |  |   |        |        |        |
|  |          |                |                | 4       |   |             |             |             |  |   |            |            |            |  |   |        |        |        |
|  |          |                | 8              | Olomouc | 0 |             |             |             |  |   |            |            |            |  |   |        |        |        |
|  | 8        | Olomouc        | 8              | Olomouc | 0 | 3           |             |             |  |   |            |            |            |  |   |        |        |        |
|  | 8        | Olomouc        |                |         |   | 3           |             |             |  |   |            |            |            |  |   |        |        |        |
|  | 9        | Karlovy Vary   | 1              |         |   |             |             |             |  |   |            |            |            |  |   |        |        |        |
|  | 9        | Karlovy Vary   | 1              |         |   |             |             |             |  | 1 | Pardubice  | 3          |            |  |   |        |        |        |
|  |          |                |                |         |   |             |             |             |  | 1 | Pardubice  | 3          |            |  |   |        |        |        |
|  |          | 6              | Třinec         | 4       |   |             |             |             |  |   |            |            |            |  |   |        |        |        |
|  |          | 6              | Třinec         | 4       |   |             |             |             |  |   |            |            |            |  |   |        |        |        |
|  |          |                |                |         |   |             |             |             |  |   |            |            |            |  |   |        |        |        |
|  |          |                |                |         |   |             |             |             |  |   |            |            |            |  |   |        |        |        |
|  |          | 3              | Sparta Praha   | 2       |   |             |             |             |  |   |            |            |            |  |   |        |        |        |
|  |          |                |                | 2       |   |             |             |             |  |   |            |            |            |  |   |        |        |        |
|  |          |                | 6              | Třinec  | 4 |             |             |             |  |   |            |            |            |  |   |        |        |        |
|  | 6        | Třinec         | 6              | Třinec  | 4 | 3           |             |             |  |   |            |            |            |  |   |        |        |        |
|  | 6        | Třinec         |                |         |   | 3           |             |             |  |   |            |            |            |  |   |        |        |        |
|  | 11       | Litvínov       | 0              |         |   |             |             |             |  |   |            |            |            |  |   |        |        |        |
|  | 11       | Litvínov       | 0              |         |   |             |             |             |  |   |            |            |            |  | 6 | Třinec | 4      |        |
|  |          |                |                |         |   |             |             |             |  |   |            |            |            |  | 6 | Třinec | 4      |        |
|  |          | 4              | Hradec Králové | 2       |   |             |             |             |  |   |            |            |            |  |   |        |        |        |
|  |          | 4              | Hradec Králové | 2       |   |             |             |             |  |   |            |            |            |  |   |        |        |        |
|  |          |                |                |         |   |             |             |             |  |   |            |            |            |  |   |        |        |        |
|  |          |                |                |         |   |             |             |             |  |   |            |            |            |  |   |        |        |        |
|  |          | 2              | Vítkovice      | 4       |   |             |             |             |  |   |            |            |            |  |   |        |        |        |
|  |          |                |                | 4       |   |             |             |             |  |   |            |            |            |  |   |        |        |        |
|  |          |                | 7              | Brno    | 2 |             |             |             |  |   |            |            |            |  |   |        |        |        |
|  | 7        | Brno           | 7              | Brno    | 2 | 3           |             |             |  |   |            |            |            |  |   |        |        |        |
|  | 7        | Brno           |                |         |   | 3           |             |             |  |   |            |            |            |  |   |        |        |        |
|  | 10       | Mladá Boleslav | 1              |         |   |             |             |             |  |   |            |            |            |  |   |        |        |        |
|  | 10       | Mladá Boleslav | 1              |         |   |             |             |             |  | 2 | Vítkovice  | 3          |            |  |   |        |        |        |
|  |          |                |                |         |   |             |             |             |  | 2 | Vítkovice  | 3          |            |  |   |        |        |        |
|  |          | 4              | Hradec Králové | 4       |   |             |             |             |  |   |            |            |            |  |   |        |        |        |
|  |          | 4              | Hradec Králové | 4       |   |             |             |             |  |   |            |            |            |  |   |        |        |        |
|  |          |                |                |         |   |             |             |             |  |   |            |            |            |  |   |        |        |        |
|  |          |                |                |         |   |             |             |             |  |   |            |            |            |  |   |        |        |        |
|  |          | 4              | Hradec Králové | 4       |   |             |             |             |  |   |            |            |            |  |   |        |        |        |
|  |          |                |                | 4       |   |             |             |             |  |   |            |            |            |  |   |        |        |        |
|  |          |                | 5              | Liberec | 1 |             |             |             |  |   |            |            |            |  |   |        |        |        |
|  | 5        | Liberec        | 5              | Liberec | 1 | 3           |             |             |  |   |            |            |            |  |   |        |        |        |
|  | 5        | Liberec        |                |         |   | 3           |             |             |  |   |            |            |            |  |   |        |        |        |
|  | 12       | Plzeň          | 2              |         |   |             |             |             |  |   |            |            |            |  |   |        |        |        |

### Předkolo

#### Bílí Tygři Liberec (5.) – HC Škoda Plzeň (12.)
| 8. března 2023 18:00 | Bílí Tygři Liberec | 4 : 1 (2:0, 1:0, 1:1) | HC Škoda Plzeň | Home Credit Arena, Liberec Návštěvnost: 4 392 |  |

| Report | |                     |                                           |                                                                          |
| Petr Kváča | Petr Kváča | Brankáři            | Dominik Pavlát                            | Rozhodčí: Oldřich Hejduk Luděk Pilný Čároví: Lukáš Kajínek Jiří Ondráček |
| Jakub Rychlovský (Petr Kolmann, Michal Ivan) 01:59' Tomáš Filippi (T. J. Melancon, Michal Bulíř) 06:16' Jakub Rychlovský (Petr Jelínek) 24:42' Adam Najman (Jaroslav Vlach, Uvis Janis Balinskis) 49:26' | Jakub Rychlovský (Petr Kolmann, Michal Ivan) 01:59' Tomáš Filippi (T. J. Melancon, Michal Bulíř) 06:16' Jakub Rychlovský (Petr Jelínek) 24:42' Adam Najman (Jaroslav Vlach, Uvis Janis Balinskis) 49:26' | 1:0 2:0 3:0 4:0 4:1 | 52:04' Aleksi Rekonen (Adrián Holešinský) | Rozhodčí: Oldřich Hejduk Luděk Pilný Čároví: Lukáš Kajínek Jiří Ondráček |
| 8 min | 8 min | Tresty              | 14 min                                    | Rozhodčí: Oldřich Hejduk Luděk Pilný Čároví: Lukáš Kajínek Jiří Ondráček |
| 32 | 32 | Střely              | 23                                        | Rozhodčí: Oldřich Hejduk Luděk Pilný Čároví: Lukáš Kajínek Jiří Ondráček |

| 9. března 2023 19:00 | Bílí Tygři Liberec | 0 : 6 (0:1, 0:1, 0:4) | HC Škoda Plzeň | Home Credit Arena, Liberec Návštěvnost: 4 398 |  |

| Report     |            |                         | |                                                                   |
| Petr Kváča | Petr Kváča | Brankáři                | Dominik Pavlát | Rozhodčí: Roman Mrkva Peter Stano Čároví: Petr Šimánek Petr Synek |
|            |            | 0:1 0:2 0:3 0:4 0:5 0:6 | 10:06' Jan Piskáček (Jakub Pour, Jan Schleiss) 29:12' Adrián Holešinský (Jan Schleiss, Aleksi Rekonen) 44:22' Samuel Bitten (Kryštof Hrabík, Jan Jaroměřský) 45:13' Adrián Holešinský (Tomáš Mertl) 50:24' Jan Jaroměřský (Jan Schleiss, Filip Suchý) 51:07' Tomáš Mertl (Jakub Pour) | Rozhodčí: Roman Mrkva Peter Stano Čároví: Petr Šimánek Petr Synek |
| 41 min     | 41 min     | Tresty                  | 18 min | Rozhodčí: Roman Mrkva Peter Stano Čároví: Petr Šimánek Petr Synek |
| 27         | 27         | Střely                  | 33 | Rozhodčí: Roman Mrkva Peter Stano Čároví: Petr Šimánek Petr Synek |

| 11. března 2023 16:30 | HC Škoda Plzeň | 1 : 3 (0:0, 1:1, 0:2) | Bílí Tygři Liberec | LOGSPEED CZ Aréna, Plzeň Návštěvnost: 4 716 |  |

| Report                                            |                                                   |                 | |                                                                             |
| Dominik Pavlát                                    | Dominik Pavlát                                    | Brankáři        | Petr Kváča | Rozhodčí: Oldřich Hejduk Jiří Ondráček Čároví: Jakub Frodl Miroslav Lhotský |
| Jakub Pour (Petr Zámorský, Aleksi Rekonen) 25:51' | Jakub Pour (Petr Zámorský, Aleksi Rekonen) 25:51' | 1:0 1:1 1:2 1:3 | 35:46' Michael Frolík (Jaroslav Vlach, Tomáš Filippi) 49:46' Petr Kolmann (Uvis Janis Balinskis, Michal Birner) 59:35' Michal Birner (Jaroslav Vlach, Uvis Janis Balinskis, do prázdné branky) | Rozhodčí: Oldřich Hejduk Jiří Ondráček Čároví: Jakub Frodl Miroslav Lhotský |
| 12 min                                            | 12 min                                            | Tresty          | 10 min | Rozhodčí: Oldřich Hejduk Jiří Ondráček Čároví: Jakub Frodl Miroslav Lhotský |
| 23                                                | 23                                                | Střely          | 25 | Rozhodčí: Oldřich Hejduk Jiří Ondráček Čároví: Jakub Frodl Miroslav Lhotský |

| 12. března 2023 17:00 | HC Škoda Plzeň | 2 : 1 PP (0:0, 1:1, 0:0 — 1:0) | Bílí Tygři Liberec | LOGSPEED CZ Aréna, Plzeň Návštěvnost: 4 879 |  |

| Report                                                                                  |                                                                                         |             |                                           |                                                                    |
| Dominik Pavlát                                                                          | Dominik Pavlát                                                                          | Brankáři    | Petr Kváča                                | Rozhodčí: Petr Úlehla Peter Stano Čároví: Tomáš Gerát Lukáš Rampír |
| Tomáš Mertl (Petr Zámorský) 24:40' Jakub Pour (Marek Baránek, Adrián Holešinský) 70:45' | Tomáš Mertl (Petr Zámorský) 24:40' Jakub Pour (Marek Baránek, Adrián Holešinský) 70:45' | 1:0 1:1 2:1 | 30:25' Oscar Flynn (Uvis Janis Balinskis) | Rozhodčí: Petr Úlehla Peter Stano Čároví: Tomáš Gerát Lukáš Rampír |
| 12 min                                                                                  | 12 min                                                                                  | Tresty      | 14 min                                    | Rozhodčí: Petr Úlehla Peter Stano Čároví: Tomáš Gerát Lukáš Rampír |
| 31                                                                                      | 31                                                                                      | Střely      | 31                                        | Rozhodčí: Petr Úlehla Peter Stano Čároví: Tomáš Gerát Lukáš Rampír |

| 14. března 2023 18:00 | Bílí Tygři Liberec | 4 : 3 PP (2:3, 1:0, 0:0 — 1:0) | HC Škoda Plzeň | Home Credit Arena, Liberec Návštěvnost: 5 891 |  |

| Report | |                             | |                                                                    |
| Petr Kváča | Petr Kváča | Brankáři                    | Dominik Pavlát | Rozhodčí: Adam Kika Daniel Pražák Čároví: Jiří Ondráček Josef Špůr |
| Adam Dlouhý (Jan Šíř, Jiří Průžek) 13:42' Adam Dlouhý (Jaroslav Vlach, Petr Kolmann) 15:53' Jakub Rychlovský (Michal Ivan) 24:04' Adam Najman (Oscar Flynn, Jakub Rychlovský) 61:39' | Adam Dlouhý (Jan Šíř, Jiří Průžek) 13:42' Adam Dlouhý (Jaroslav Vlach, Petr Kolmann) 15:53' Jakub Rychlovský (Michal Ivan) 24:04' Adam Najman (Oscar Flynn, Jakub Rychlovský) 61:39' | 0:1 0:2 0:3 1:3 2:3 3:3 4:3 | 03:36' Tomáš Mertl (Michal Houdek) 05:42' Jan Schleiss (Filip Suchý) 08:39' Samuel Bitten (Aleksi Rekonen, Petr Zámorský) | Rozhodčí: Adam Kika Daniel Pražák Čároví: Jiří Ondráček Josef Špůr |
| 4 min | 4 min | Tresty                      | 6 min | Rozhodčí: Adam Kika Daniel Pražák Čároví: Jiří Ondráček Josef Špůr |
| 36 | 36 | Střely                      | 26 | Rozhodčí: Adam Kika Daniel Pražák Čároví: Jiří Ondráček Josef Špůr |

Konečný stav série 3:2 na zápasy pro Bílí Tygři Liberec.

#### HC Oceláři Třinec (6.) – HC VERVA Litvínov (11.)
| 8. března 2023 17:00 | HC Oceláři Třinec | 3 : 1 (0:0, 1:1, 2:0) | HC VERVA Litvínov | Werk Arena, Třinec Návštěvnost: 4 089 |  |

| Report | |                 |                                    |                                                                        |
| Marek Mazanec | Marek Mazanec | Brankáři        | Matej Tomek                        | Rozhodčí: Antonín Jeřábek Jan Jaroš Čároví: Jiří Svoboda David Klouček |
| Vladimír Dravecký 25:50' Daniel Kurovský (Miloš Roman, Marian Adámek) 46:40' Martin Růžička (Tomáš Marcinko, do prázdné branky) 59:58' | Vladimír Dravecký 25:50' Daniel Kurovský (Miloš Roman, Marian Adámek) 46:40' Martin Růžička (Tomáš Marcinko, do prázdné branky) 59:58' | 1:0 1:1 2:1 3:1 | 38:26' Andrej Kudrna (Matúš Sukeľ) | Rozhodčí: Antonín Jeřábek Jan Jaroš Čároví: Jiří Svoboda David Klouček |
| 8 min | 8 min | Tresty          | 10 min                             | Rozhodčí: Antonín Jeřábek Jan Jaroš Čároví: Jiří Svoboda David Klouček |
| 38 | 38 | Střely          | 30                                 | Rozhodčí: Antonín Jeřábek Jan Jaroš Čároví: Jiří Svoboda David Klouček |

| 9. března 2023 17:00 | HC Oceláři Třinec | 5 : 4 PP (1:1, 2:1, 1:2 — 1:0) | HC VERVA Litvínov | Werk Arena, Třinec Návštěvnost: 4 465 |  |

| Report | |                                     | |                                                                    |
| Marek Mazanec | Marek Mazanec | Brankáři                            | Matej Tomek | Rozhodčí: Jan Hribik Pavel Obadal Čároví: Vít Lederer Michal Axman |
| Andrej Nestrašil (Libor Hudáček, Daniel Voženílek) 07:36' Lukáš Kaňák (Jakub Jeřábek, Andrej Nestrašil) 26:55' Martin Růžička (Andrej Nestrašil) 36:07' Jakub Jeřábek (Martin Růžička) 56:57' Jakub Jeřábek (Miloš Roman) 66:46' | Andrej Nestrašil (Libor Hudáček, Daniel Voženílek) 07:36' Lukáš Kaňák (Jakub Jeřábek, Andrej Nestrašil) 26:55' Martin Růžička (Andrej Nestrašil) 36:07' Jakub Jeřábek (Martin Růžička) 56:57' Jakub Jeřábek (Miloš Roman) 66:46' | 0:1 1:1 2:1 2:2 3:2 3:3 4:3 4:4 5:4 | 01:18' Šimon Stránský (Janis Jaks) 34:47' Nicolas Hlava (Matúš Sukeľ, Šimon Stránský) 54:33' Nicolas Hlava (Šimon Stránský, Janis Jaks) 58:54' Matúš Sukeľ (Nicolas Hlava, Kristaps Zile) | Rozhodčí: Jan Hribik Pavel Obadal Čároví: Vít Lederer Michal Axman |
| 16 min | 16 min | Tresty                              | 10 min | Rozhodčí: Jan Hribik Pavel Obadal Čároví: Vít Lederer Michal Axman |
| 31 | 31 | Střely                              | 28 | Rozhodčí: Jan Hribik Pavel Obadal Čároví: Vít Lederer Michal Axman |

| 11. března 2023 17:45 | HC VERVA Litvínov | 2 : 4 (1:1, 0:1, 1:2) | HC Oceláři Třinec | Zimní stadion Ivana Hlinky, Litvínov Návštěvnost: 5 452 |  |

| Report                                                                                 |                                                                                        |                         | |                                                                          |
| Šimon Zajíček                                                                          | Šimon Zajíček                                                                          | Brankáři                | Marek Mazanec | Rozhodčí: Antonín Jeřábek Filip Vrba Čároví: Daniel Hynek Stanislav Hnát |
| Nicolas Hlava (Filip Helt) 17:37' Martin Havelka (Ondřej Jurčík, Nicolas Hlava) 43:36' | Nicolas Hlava (Filip Helt) 17:37' Martin Havelka (Ondřej Jurčík, Nicolas Hlava) 43:36' | 0:1 1:1 1:2 2:2 2:3 2:4 | 04:01' Daniel Voženílek (Libor Hudáček) 24:56' Andrej Nestrašil (Jakub Jeřábek) 48:22' Petr Vrána (Vladimír Dravecký, Martin Marinčin) 58:36' Martin Růžička (do prázdné branky) | Rozhodčí: Antonín Jeřábek Filip Vrba Čároví: Daniel Hynek Stanislav Hnát |
| 2 min                                                                                  | 2 min                                                                                  | Tresty                  | 6 min | Rozhodčí: Antonín Jeřábek Filip Vrba Čároví: Daniel Hynek Stanislav Hnát |
| 35                                                                                     | 35                                                                                     | Střely                  | 24 | Rozhodčí: Antonín Jeřábek Filip Vrba Čároví: Daniel Hynek Stanislav Hnát |

Konečný stav série 3:0 na zápasy pro HC Oceláři Třinec.

#### HC Kometa Brno (7.) – BK Mladá Boleslav (10.)
| 8. března 2023 19:00 | HC Kometa Brno | 4 : 2 (0:0, 3:1, 1:1) | BK Mladá Boleslav | Winning Group Arena, Brno Návštěvnost: 6 142 |  |

| Report | |                         |                                                                                       |                                                                        |
| Dominik Furch | Dominik Furch | Brankáři                | Gašper Krošelj                                                                        | Rozhodčí: René Hradil Adam Kika Čároví: Marek Hlavatý Vladimír Rožánek |
| Petr Holík (Luboš Horký) 31:24' Kristián Pospíšil (Adam Zbořil) 37:34' Tomáš Kundrátek (Petr Holík, Kim Strömberg) 39:07' Jakub Flek (Kim Strömberg, Kristián Pospíšil) 44:25' | Petr Holík (Luboš Horký) 31:24' Kristián Pospíšil (Adam Zbořil) 37:34' Tomáš Kundrátek (Petr Holík, Kim Strömberg) 39:07' Jakub Flek (Kim Strömberg, Kristián Pospíšil) 44:25' | 0:1 1:1 2:1 3:1 3:2 4:2 | 30:42' David Šťastný (Radek Jeřábek, Róbert Lantoši) 43:26' Mário Lunter (Tomáš Fořt) | Rozhodčí: René Hradil Adam Kika Čároví: Marek Hlavatý Vladimír Rožánek |
| 21 min | 21 min | Tresty                  | 21 min                                                                                | Rozhodčí: René Hradil Adam Kika Čároví: Marek Hlavatý Vladimír Rožánek |
| 25 | 25 | Střely                  | 40                                                                                    | Rozhodčí: René Hradil Adam Kika Čároví: Marek Hlavatý Vladimír Rožánek |

| 9. března 2023 18:00 | HC Kometa Brno | 2 : 1 (2:0, 0:1, 0:0) | BK Mladá Boleslav | Winning Group Arena, Brno Návštěvnost: 6 734 |  |

| Report                                                                                           |                                                                                                  |             |                                                     |                                                                   |
| Dominik Furch                                                                                    | Dominik Furch                                                                                    | Brankáři    | Gašper Krošelj                                      | Rozhodčí: Matěj Sýkora Robin Šír Čároví: Tomáš Gerát Daniel Hynek |
| Tomáš Kundrátek (Jan Ščotka, Petr Holík) 02:24' Adam Zbořil (Marek Ďaloga, Kim Strömberg) 03:38' | Tomáš Kundrátek (Jan Ščotka, Petr Holík) 02:24' Adam Zbořil (Marek Ďaloga, Kim Strömberg) 03:38' | 1:0 2:0 2:1 | 32:21' Maris Bičevskis (Ondřej Roman, Mário Lunter) | Rozhodčí: Matěj Sýkora Robin Šír Čároví: Tomáš Gerát Daniel Hynek |
| 14 min                                                                                           | 14 min                                                                                           | Tresty      | 8 min                                               | Rozhodčí: Matěj Sýkora Robin Šír Čároví: Tomáš Gerát Daniel Hynek |
| 25                                                                                               | 25                                                                                               | Střely      | 43                                                  | Rozhodčí: Matěj Sýkora Robin Šír Čároví: Tomáš Gerát Daniel Hynek |

| 11. března 2023 16:00 | BK Mladá Boleslav | 2 : 1 (1:0, 1:1, 0:0) | HC Kometa Brno | ŠKO-ENERGO Aréna, Mladá Boleslav Návštěvnost: 3 922 |  |

| Report                                                                                     |                                                                                            |             |                                                     |                                                                   |
| Gašper Krošelj                                                                             | Gašper Krošelj                                                                             | Brankáři    | Dominik Furch                                       | Rozhodčí: Petr Úlehla Adam Kika Čároví: Jiří Svoboda Michal Axman |
| Alex Lintuniemi (Martin Pláněk, Tomáš Fořt) 10:39' Alex Lintuniemi (Róbert Lantoši) 32:55' | Alex Lintuniemi (Martin Pláněk, Tomáš Fořt) 10:39' Alex Lintuniemi (Róbert Lantoši) 32:55' | 1:0 1:1 2:1 | 27:24' Kim Strömberg (Luboš Horký, Tomáš Kundrátek) | Rozhodčí: Petr Úlehla Adam Kika Čároví: Jiří Svoboda Michal Axman |
| 12 min                                                                                     | 12 min                                                                                     | Tresty      | 12 min                                              | Rozhodčí: Petr Úlehla Adam Kika Čároví: Jiří Svoboda Michal Axman |
| 29                                                                                         | 29                                                                                         | Střely      | 28                                                  | Rozhodčí: Petr Úlehla Adam Kika Čároví: Jiří Svoboda Michal Axman |

| 12. března 2023 18:00 | BK Mladá Boleslav | 1 : 5 (0:2, 0:2, 1:1) | HC Kometa Brno | ŠKO-ENERGO Aréna, Mladá Boleslav Návštěvnost: 3 835 |  |

| Report                                               |                                                      |                         | |                                                                   |
| Gašper Krošelj                                       | Gašper Krošelj                                       | Brankáři                | Dominik Furch | Rozhodčí: Robin Šír Matěj Sýkora Čároví: Jiří Svoboda Michal Zíka |
| Alex Lintuniemi (Martin Pláněk, Jan Stránský) 51:44' | Alex Lintuniemi (Martin Pláněk, Jan Stránský) 51:44' | 0:1 0:2 0:3 0:4 0:5 1:5 | 01:54' Kim Strömberg (Tomáš Kundrátek, Petr Holík) 07:13' Petr Holík (Luboš Horký, Jiří Ondráček) 30:08' Jakub Flek (Kristián Pospíšil, Radek Kučeřík) 39:32' Jiří Ondráček (Martin Zaťovič, Tomáš Vincour) 49:51' Marek Ďaloga | Rozhodčí: Robin Šír Matěj Sýkora Čároví: Jiří Svoboda Michal Zíka |
| 37 min                                               | 37 min                                               | Tresty                  | 8 min | Rozhodčí: Robin Šír Matěj Sýkora Čároví: Jiří Svoboda Michal Zíka |
| 29                                                   | 29                                                   | Střely                  | 21 | Rozhodčí: Robin Šír Matěj Sýkora Čároví: Jiří Svoboda Michal Zíka |

Konečný stav série 3:1 na zápasy pro HC Kometa Brno.

#### HC Olomouc (8.) – HC Energie Karlovy Vary (9.)
| 9. března 2023 18:00 | HC Olomouc | 4 : 1 (2:0, 1:0, 1:1) | HC Energie Karlovy Vary | Zimní stadion Olomouc, Olomouc Návštěvnost: 4 735 |  |

| Report | |                     |                                                   |                                                                      |
| Jan Lukáš | Jan Lukáš | Brankáři            | Štěpán Lukeš                                      | Rozhodčí: Tomáš Veselý Jakub Šindel Čároví: Tomáš Brejcha Josef Špůr |
| Silvester Kusko (Jan Bambula) 00:50' Pavel Musil (Jan Knotek, Jakub Orsava) 11:41' Jakub Orsava (Pavel Musil, Jan Knotek) 30:10' Karel Plášek (Jakub Navrátil) 46:18' | Silvester Kusko (Jan Bambula) 00:50' Pavel Musil (Jan Knotek, Jakub Orsava) 11:41' Jakub Orsava (Pavel Musil, Jan Knotek) 30:10' Karel Plášek (Jakub Navrátil) 46:18' | 1:0 2:0 3:0 3:1 4:1 | 43:18' Martin Kohout (Ondřej Dlapa, Martin Rohan) | Rozhodčí: Tomáš Veselý Jakub Šindel Čároví: Tomáš Brejcha Josef Špůr |
| 14 min | 14 min | Tresty              | 14 min                                            | Rozhodčí: Tomáš Veselý Jakub Šindel Čároví: Tomáš Brejcha Josef Špůr |
| 24 | 24 | Střely              | 23                                                | Rozhodčí: Tomáš Veselý Jakub Šindel Čároví: Tomáš Brejcha Josef Špůr |

| 11. března 2023 15:30 | HC Energie Karlovy Vary | 7 : 4 (1:2, 3:1, 3:1) | HC Olomouc | KV Arena, Karlovy Vary Návštěvnost: 4 164 |  |

| Report | |                                             | |                                                                       |
| Štěpán Lukeš (od 21. minuty Vladislav Habal) | Štěpán Lukeš (od 21. minuty Vladislav Habal) | Brankáři                                    | Jan Lukáš | Rozhodčí: Daniel Pražák Lukáš Květoň Čároví: Michal Zíka Lukáš Rampír |
| Petr Koblasa (Ondřej Beránek, Jiří Černoch) 11:11' Matěj Stříteský (Lukáš Pulpán, Filip Koffer) 25:54' Ondřej Beránek (Tomáš Havlín, Jiří Černoch) 27:18' Jan Hladonik (Dalimil Mikyska, Joona Huttula) 31:22' Petr Koblasa (Jiří Černoch, Ondřej Beránek) 44:57' Jiří Černoch 56:50' Petr Koblasa (Jiří Černoch, Vít Jiskra) 58:13' | Petr Koblasa (Ondřej Beránek, Jiří Černoch) 11:11' Matěj Stříteský (Lukáš Pulpán, Filip Koffer) 25:54' Ondřej Beránek (Tomáš Havlín, Jiří Černoch) 27:18' Jan Hladonik (Dalimil Mikyska, Joona Huttula) 31:22' Petr Koblasa (Jiří Černoch, Ondřej Beránek) 44:57' Jiří Černoch 56:50' Petr Koblasa (Jiří Černoch, Vít Jiskra) 58:13' | 1:0 1:1 1:2 1:3 2:3 3:3 4:3 5:3 5:4 6:4 7:4 | 19:45' Jakub Orsava (Jan Knotek) 19:59' Jiří Ondrušek (Pavel Musil) 24:41' Silvester Kusko (Jan Bambula, Karel Plášek) 48:38' Jan Bambula (Alex Rašner, Jiří Ondrušek) | Rozhodčí: Daniel Pražák Lukáš Květoň Čároví: Michal Zíka Lukáš Rampír |
| 33 min | 33 min | Tresty                                      | 18 min | Rozhodčí: Daniel Pražák Lukáš Květoň Čároví: Michal Zíka Lukáš Rampír |
| 32 | 32 | Střely                                      | 28 | Rozhodčí: Daniel Pražák Lukáš Květoň Čároví: Michal Zíka Lukáš Rampír |

| 12. března 2023 15:30 | HC Energie Karlovy Vary | 2 : 3 PP (1:0, 1:0, 0:2 - 0:1) | HC Olomouc | KV Arena, Karlovy Vary Návštěvnost: 4 329 |  |

| Report                                                |                                                       |                     | |                                                                  |
| Vladislav Habal                                       | Vladislav Habal                                       | Brankáři            | Branislav Konrád | Rozhodčí: Jan Jaroš Jakub Šindel Čároví: Josef Špůr Petr Šimánek |
| 02:13' Filip Koffer (Martin Kohout) 24:16' Vít Jiskra | 02:13' Filip Koffer (Martin Kohout) 24:16' Vít Jiskra | 1:0 2:0 2:1 2:2 2:3 | 45:23' Jan Káňa (Pavel Musil, Jakub Orsava) 45:45' Tomáš Dujsík (Jan Bambula, Silvester Kusko) 63:14' Jakub Orsava (Jiří Ondrušek, Jan Švrček) | Rozhodčí: Jan Jaroš Jakub Šindel Čároví: Josef Špůr Petr Šimánek |
| 8 min                                                 | 8 min                                                 | Tresty              | 6 min | Rozhodčí: Jan Jaroš Jakub Šindel Čároví: Josef Špůr Petr Šimánek |
| 27                                                    | 27                                                    | Střely              | 29 | Rozhodčí: Jan Jaroš Jakub Šindel Čároví: Josef Špůr Petr Šimánek |

| 14. března 2023 18:00 | HC Olomouc | 3 : 0 (1:0, 1:0, 1:0) | HC Energie Karlovy Vary | Zimní stadion Olomouc, Olomouc Návštěvnost: 5 273 |  |

| Report | |             |                 |                                                                     |
| Branislav Konrád | Branislav Konrád | Brankáři    | Vladislav Habal | Rozhodčí: Robin Šír Jiří Ondráček Čároví: Jiří Svoboda Daniel Hynek |
| Jakub Orsava (Jan Káňa, Aleš Rašner) 10:07' Jakub Orsava (Pavel Musil, Aleš Rašner) 31:39' Jan Knotek (Jakub Orsava, Jan Káňa) 52:40' | Jakub Orsava (Jan Káňa, Aleš Rašner) 10:07' Jakub Orsava (Pavel Musil, Aleš Rašner) 31:39' Jan Knotek (Jakub Orsava, Jan Káňa) 52:40' | 1:0 2:0 3:0 |                 | Rozhodčí: Robin Šír Jiří Ondráček Čároví: Jiří Svoboda Daniel Hynek |
| 18 min | 18 min | Tresty      | 45 min          | Rozhodčí: Robin Šír Jiří Ondráček Čároví: Jiří Svoboda Daniel Hynek |
| 33 | 33 | Střely      | 25              | Rozhodčí: Robin Šír Jiří Ondráček Čároví: Jiří Svoboda Daniel Hynek |

Konečný stav série 3:1 na zápasy pro HC Olomouc.

### Čtvrtfinále

#### HC Dynamo Pardubice (1.) – HC Olomouc (8.)
| 17. března 2023 19:00 | HC Dynamo Pardubice | 5 : 1 (2:1, 1:0, 2:0) | HC Olomouc | Enteria arena, Pardubice Návštěvnost: 10 194 (vyprodáno) |  |

| Report | |                         |                                |                                                                      |
| Roman Will | Roman Will | Brankáři                | Branislav Konrád               | Rozhodčí: Tomáš Cabák Robin Šír Čároví: Vít Lederer Vladimír Rožánek |
| Matej Paulovič (Robert Kousal, Peter Čerešňák) 10:44' Tomáš Dvořák (David Cienciala) 11:44' Tomáš Zohorna (Lukáš Radil) 38:14' Tomáš Hyka (Lukáš Sedlák, David Cienciala) 45:07' Lukáš Sedlák (David Cienciala) 58:24' | Matej Paulovič (Robert Kousal, Peter Čerešňák) 10:44' Tomáš Dvořák (David Cienciala) 11:44' Tomáš Zohorna (Lukáš Radil) 38:14' Tomáš Hyka (Lukáš Sedlák, David Cienciala) 45:07' Lukáš Sedlák (David Cienciala) 58:24' | 0:1 1:1 2:1 3:1 4:1 5:1 | 07:28' Jan Káňa (Karel Plášek) | Rozhodčí: Tomáš Cabák Robin Šír Čároví: Vít Lederer Vladimír Rožánek |
| 2 min | 2 min | Tresty                  | 8 min                          | Rozhodčí: Tomáš Cabák Robin Šír Čároví: Vít Lederer Vladimír Rožánek |
| 36 | 36 | Střely                  | 17                             | Rozhodčí: Tomáš Cabák Robin Šír Čároví: Vít Lederer Vladimír Rožánek |

| 18. března 2023 17:00 | HC Dynamo Pardubice | 2 : 0 (0:0, 0:0, 2:0) | HC Olomouc | Enteria arena, Pardubice Návštěvnost: 10 194 (vyprodáno) |  |

| Report                                                                                                   | |          |           |                                                                      |
| Roman Will                                                                                               | Roman Will                                                                                               | Brankáři | Jan Lukáš | Rozhodčí: Antonín Jeřábek Jan Jaroš Čároví: Lukáš Kajínek Josef Špůr |
| Peter Čerešňák (Lukáš Radil, Robert Kousal) 59:40' Tomáš Dvořák (Lukáš Sedlák, do prázdné branky) 59:45' | Peter Čerešňák (Lukáš Radil, Robert Kousal) 59:40' Tomáš Dvořák (Lukáš Sedlák, do prázdné branky) 59:45' | 1:0 2:0  |           | Rozhodčí: Antonín Jeřábek Jan Jaroš Čároví: Lukáš Kajínek Josef Špůr |
| 0 min | 0 min | Tresty   | 4 min     | Rozhodčí: Antonín Jeřábek Jan Jaroš Čároví: Lukáš Kajínek Josef Špůr |
| 33 | 33 | Střely   | 18        | Rozhodčí: Antonín Jeřábek Jan Jaroš Čároví: Lukáš Kajínek Josef Špůr |

| 21. března 2023 19:00 | HC Olomouc | 4 : 5 PP (2:2, 2:0, 0:2 — 0:1) | HC Dynamo Pardubice | Zimní stadion Olomouc, Olomouc Návštěvnost: 5 500 (vyprodáno) |  |

| Report | |                                     | |                                                                          |
| Jan Lukáš | Jan Lukáš | Brankáři                            | Roman Will | Rozhodčí: Petr Úlehla Jakub Šindel Čároví: Miroslav Lhotský Jiří Svoboda |
| Jan Bambula (Lukáš Klimek) 11:43' Jan Knotek (Jan Bambula, Jiří Ondrušek) 18:42' Jakub Navrátil (Karel Plášek, Pavel Musil) 21:58' Matouš Menšík (Lukáš Mareš) 30:01' | Jan Bambula (Lukáš Klimek) 11:43' Jan Knotek (Jan Bambula, Jiří Ondrušek) 18:42' Jakub Navrátil (Karel Plášek, Pavel Musil) 21:58' Matouš Menšík (Lukáš Mareš) 30:01' | 0:1 1:1 1:2 2:2 3:2 4:2 4:3 4:4 4:5 | 07:59' Lukáš Sedlák (David Cienciala) 16:56' David Cienciala (Tomáš Hyka, Lukáš Sedlák) 40:51' Adam Musil (Patrik Poulíček, Ondřej Vála) 45:18' Jan Košťálek (David Cienciala) 77:31' Tomáš Zohorna | Rozhodčí: Petr Úlehla Jakub Šindel Čároví: Miroslav Lhotský Jiří Svoboda |
| 6 min | 6 min | Tresty                              | 31 min | Rozhodčí: Petr Úlehla Jakub Šindel Čároví: Miroslav Lhotský Jiří Svoboda |
| 25 | 25 | Střely                              | 38 | Rozhodčí: Petr Úlehla Jakub Šindel Čároví: Miroslav Lhotský Jiří Svoboda |

| 22. března 2023 17:00 | HC Olomouc | 2 : 3 (0:2, 1:1, 1:0) | HC Dynamo Pardubice | Zimní stadion Olomouc, Olomouc Návštěvnost: 5 500 (vyprodáno) |  |

| Report                                                                                             | |                     | |                                                                   |
| Branislav Konrád                                                                                   | Branislav Konrád                                                                                   | Brankáři            | Roman Will | Rozhodčí: Robin Šír Tomáš Cabák Čároví: Marek Hlavatý Vít Lederer |
| Lukáš Nahodil (Jan Bambula, Tomáš Černý) 28:09' Silvester Kusko (Lukáš Mareš, Karel Plášek) 45:49' | Lukáš Nahodil (Jan Bambula, Tomáš Černý) 28:09' Silvester Kusko (Lukáš Mareš, Karel Plášek) 45:49' | 0:1 0:2 0:3 1:3 2:3 | 03:03' Robert Říčka (David Cienciala, Tomáš Hyka) 15:00' David Musil (Tomáš Hyka, Robert Říčka) 28:09' Jan Mandát (Daniel Rákos, Jan Košťálek) | Rozhodčí: Robin Šír Tomáš Cabák Čároví: Marek Hlavatý Vít Lederer |
| 6 min                                                                                              | 6 min                                                                                              | Tresty              | 12 min | Rozhodčí: Robin Šír Tomáš Cabák Čároví: Marek Hlavatý Vít Lederer |
| 24                                                                                                 | 24                                                                                                 | Střely              | 33 | Rozhodčí: Robin Šír Tomáš Cabák Čároví: Marek Hlavatý Vít Lederer |

Konečný stav série 4:0 na zápasy pro HC Dynamo Pardubice.

#### HC VÍTKOVICE RIDERA (2.) – HC Kometa Brno (7.)
| 17. března 2023 17:00 | HC VÍTKOVICE RIDERA | 3 : 2 (2:0, 0:1, 1:1) | HC Kometa Brno | Ostravar Aréna, Ostrava Návštěvnost: 9 593 |  |

| Report | |                     |                                                                                |                                                                        |
| Aleš Stezka | Aleš Stezka | Brankáři            | Dominik Furch                                                                  | Rozhodčí: Daniel Pražák Lukáš Květoň Čároví: Jiří Ondráček Michal Zíka |
| Roberts Bukarts (Peter Mueller, Willie Raskob) 13:33' Jakub Kotala (Petr Gewiese, Jakub Stehlík) 14:08' Peter Mueller (Patrik Koch) 43:43' | Roberts Bukarts (Peter Mueller, Willie Raskob) 13:33' Jakub Kotala (Petr Gewiese, Jakub Stehlík) 14:08' Peter Mueller (Patrik Koch) 43:43' | 1:0 2:0 2:1 3:1 3:2 | 29:49' Zdeněk Okál (Petr Holík) 46:32' Marek Hrbas (Jakub Flek, Andrej Kollár) | Rozhodčí: Daniel Pražák Lukáš Květoň Čároví: Jiří Ondráček Michal Zíka |
| 2 min | 2 min | Tresty              | 2 min                                                                          | Rozhodčí: Daniel Pražák Lukáš Květoň Čároví: Jiří Ondráček Michal Zíka |
| 23 | 23 | Střely              | 28                                                                             | Rozhodčí: Daniel Pražák Lukáš Květoň Čároví: Jiří Ondráček Michal Zíka |

| 18. března 2023 19:00 | HC VÍTKOVICE RIDERA | 0 : 3 (0:0, 0:1, 0:2) | HC Kometa Brno | Ostravar Aréna, Ostrava Návštěvnost: 9 725 |  |

| Report      |             |             | |                                                                          |
| Aleš Stezka | Aleš Stezka | Brankáři    | Dominik Furch | Rozhodčí: Adam Kika Tomáš Veselý Čároví: Miroslav Lhotský Stanislav Hnát |
|             |             | 0:1 0:2 0:3 | 37:54' Luboš Horký (Petr Holík) 58:12' Jakub Flek (Tomáš Vincour, do prázdné branky) 58:37' Kim Strömberg (Rhett Holland, do prázdné branky) | Rozhodčí: Adam Kika Tomáš Veselý Čároví: Miroslav Lhotský Stanislav Hnát |
| 13 min      | 13 min      | Tresty      | 11 min | Rozhodčí: Adam Kika Tomáš Veselý Čároví: Miroslav Lhotský Stanislav Hnát |
| 33          | 33          | Střely      | 19 | Rozhodčí: Adam Kika Tomáš Veselý Čároví: Miroslav Lhotský Stanislav Hnát |

| 21. března 2023 17:00 | HC Kometa Brno | 1 : 4 (1:2, 0:0, 0:2) | HC VÍTKOVICE RIDERA | Winning Group Arena, Brno Návštěvnost: 7 700 (vyprodáno) |  |

| Report                               |                                      |                     | |                                                                     |
| Dominik Furch                        | Dominik Furch                        | Brankáři            | Aleš Stezka | Rozhodčí: Roman Mrkva René Hradil Čároví: Petr Šimánek Daniel Hynek |
| Zdeněk Okál (Tomáš Kundrátek) 00:20' | Zdeněk Okál (Tomáš Kundrátek) 00:20' | 1:0 1:1 1:2 1:3 1:4 | 09:26' Jakub Kotala (Petr Gewiese, Marek Kalus) 16:35' Petr Fridrich (Vojtěch Lednický, Petr Gewiese) 44:25' Lukáš Krenželok (Patrik Koch, Aleš Stezka) 58:38' Marek Kalus (Jakub Kotala, do prázdné branky) | Rozhodčí: Roman Mrkva René Hradil Čároví: Petr Šimánek Daniel Hynek |
| 4 min                                | 4 min                                | Tresty              | 8 min | Rozhodčí: Roman Mrkva René Hradil Čároví: Petr Šimánek Daniel Hynek |
| 26                                   | 26                                   | Střely              | 22 | Rozhodčí: Roman Mrkva René Hradil Čároví: Petr Šimánek Daniel Hynek |

| 22. března 2023 19:00 | HC Kometa Brno | 2 : 1 (1:0, 1:1, 0:0) | HC VÍTKOVICE RIDERA | Winning Group Arena, Brno Návštěvnost: 7 700 (vyprodáno) |  |

| Report | |             |                                                   |                                                                        |
| Dominik Furch                                                                                             | Dominik Furch                                                                                             | Brankáři    | Aleš Stezka                                       | Rozhodčí: Lukáš Květoň Daniel Pražák Čároví: Jiří Ondráček Michal Zíka |
| Martin Zaťovič (Marek Ďaloga, Kristián Pospíšil) 17:53' Luboš Horký (Adam Zbořil, Tomáš Kundrátek) 25:33' | Martin Zaťovič (Marek Ďaloga, Kristián Pospíšil) 17:53' Luboš Horký (Adam Zbořil, Tomáš Kundrátek) 25:33' | 1:0 2:0 2:1 | 26:02' Willie Raskob (Peter Mueller, Patrik Koch) | Rozhodčí: Lukáš Květoň Daniel Pražák Čároví: Jiří Ondráček Michal Zíka |
| 19 min | 19 min | Tresty      | 23 min                                            | Rozhodčí: Lukáš Květoň Daniel Pražák Čároví: Jiří Ondráček Michal Zíka |
| 23 | 23 | Střely      | 27                                                | Rozhodčí: Lukáš Květoň Daniel Pražák Čároví: Jiří Ondráček Michal Zíka |

| 25. března 2023 17:00 | HC VÍTKOVICE RIDERA | 1 : 0 (0:0, 0:0, 1:0) | HC Kometa Brno | Ostravar Aréna, Ostrava Návštěvnost: 9 833 (vyprodáno) |  |

| Report                                             |                                                    |          |               |                                                                     |
| Aleš Stezka                                        | Aleš Stezka                                        | Brankáři | Dominik Furch | Rozhodčí: René Hradil Roman Mkrva Čároví: Lukáš Rampír Michal Axman |
| Peter Mueller (Petr Fridrich, Petr Gewiese) 46:21' | Peter Mueller (Petr Fridrich, Petr Gewiese) 46:21' | 1:0      |               | Rozhodčí: René Hradil Roman Mkrva Čároví: Lukáš Rampír Michal Axman |
| 8 min                                              | 8 min                                              | Tresty   | 8 min         | Rozhodčí: René Hradil Roman Mkrva Čároví: Lukáš Rampír Michal Axman |
| 32                                                 | 32                                                 | Střely   | 24            | Rozhodčí: René Hradil Roman Mkrva Čároví: Lukáš Rampír Michal Axman |

| 27. března 2023 17:00 | HC Kometa Brno | 3 : 4 PP (0:1, 2:1, 1:1 — 0:1) | HC VÍTKOVICE RIDERA | Winning Group Arena, Brno Návštěvnost: 7 700 (vyprodáno) |  |

| Report | |                             | |                                                                         |
| Dominik Furch | Dominik Furch | Brankáři                    | Aleš Stezka | Rozhodčí: Oldřich Hejduk Adam Kika Čároví: Vít Lederer Vladimír Rožánek |
| Jakub Flek (Radek Koblížek) 21:50' Zdeněk Okál (Luboš Horký, Jan Ščotka) 23:20' Tomáš Kundrátek (Adam Zbořil, Kim Strömberg) 43:30' | Jakub Flek (Radek Koblížek) 21:50' Zdeněk Okál (Luboš Horký, Jan Ščotka) 23:20' Tomáš Kundrátek (Adam Zbořil, Kim Strömberg) 43:30' | 0:1 1:1 2:1 2:2 2:3 3:3 3:4 | 06:52' Roberts Bukarts 39:20' Roberts Bukarts (Jakub Stehlík, Peter Mueller) 41:42' Jakub Stehlík (Jakub Kotala, Marek Kalus) 76:22' Peter Mueller (Willie Raskob) | Rozhodčí: Oldřich Hejduk Adam Kika Čároví: Vít Lederer Vladimír Rožánek |
| 12 min | 12 min | Tresty                      | 10 min | Rozhodčí: Oldřich Hejduk Adam Kika Čároví: Vít Lederer Vladimír Rožánek |
| 46 | 46 | Střely                      | 44 | Rozhodčí: Oldřich Hejduk Adam Kika Čároví: Vít Lederer Vladimír Rožánek |

Konečný stav série 4:2 na zápasy pro HC VÍTKOVICE RIDERA.

#### HC Sparta Praha (3.) – HC Oceláři Třinec (6.)
| 19. března 2023 14:00 | HC Sparta Praha | 3 : 2 (2:0, 1:0, 0:2) | HC Oceláři Třinec | O2 arena, Libeň Návštěvnost: 13 250 |  |

| Report | |                     | |                                                                         |
| Jakub Kovář | Jakub Kovář | Brankáři            | Marek Mazanec                                                                                              | Rozhodčí: Jan Hribik Luděk Pilný Čároví: Tomáš Brejcha Miroslav Lhotský |
| 11:29' Ostap Safin (Gustaf Thorell) 14:23' Olavi Vauhkonen (David Tomášek, Pavel Kousal) 25:13' Pavel Kousal (Jakub Krejčík) | 11:29' Ostap Safin (Gustaf Thorell) 14:23' Olavi Vauhkonen (David Tomášek, Pavel Kousal) 25:13' Pavel Kousal (Jakub Krejčík) | 1:0 2:0 3:0 3:1 3:2 | 43:15' Martin Růžička (Tomáš Marcinko, Andrej Nestrašil) 53:37' Tomáš Marcinko (Marko Daňo, Marian Adámek) | Rozhodčí: Jan Hribik Luděk Pilný Čároví: Tomáš Brejcha Miroslav Lhotský |
| 6 min | 6 min | Tresty              | 4 min | Rozhodčí: Jan Hribik Luděk Pilný Čároví: Tomáš Brejcha Miroslav Lhotský |
| 27 | 27 | Střely              | 34 | Rozhodčí: Jan Hribik Luděk Pilný Čároví: Tomáš Brejcha Miroslav Lhotský |

| 20. března 2023 19:00 | HC Sparta Praha | 2 : 3 PP (1:1, 1:0, 0:1 — 0:1) | HC Oceláři Třinec | O2 arena, Libeň Návštěvnost: 12 312 |  |

| Report                                                                                |                                                                                       |                     | |                                                                   |
| Jakub Kovář                                                                           | Jakub Kovář                                                                           | Brankáři            | Ondřej Kacetl | Rozhodčí: Matěj Sýkora Adam Kika Čároví: Lukáš Rampír Šimon Synek |
| David Kaše (Pavel Kousal) 13:14' Vladimír Sobotka (Roman Horák, Michal Kempný) 33:20' | David Kaše (Pavel Kousal) 13:14' Vladimír Sobotka (Roman Horák, Michal Kempný) 33:20' | 1:0 1:1 2:1 2:2 2:3 | 18:59' Libor Hudáček (Jakub Jeřábek, Andrej Nestrašil) 48:12' Libor Hudáček (Andrej Nestrašil) 67:34' David Voženílek (Erik Hrňa) | Rozhodčí: Matěj Sýkora Adam Kika Čároví: Lukáš Rampír Šimon Synek |
| 8 min                                                                                 | 8 min                                                                                 | Tresty              | 4 min | Rozhodčí: Matěj Sýkora Adam Kika Čároví: Lukáš Rampír Šimon Synek |
| 36                                                                                    | 36                                                                                    | Střely              | 36 | Rozhodčí: Matěj Sýkora Adam Kika Čároví: Lukáš Rampír Šimon Synek |

| 23. března 2023 17:00 | HC Oceláři Třinec | 2 : 4 (1:1, 1:2, 0:1) | HC Sparta Praha | Werk Arena, Třinec Návštěvnost: 5 400 (vyprodáno) |  |

| Report | |                         | |                                                                    |
| Ondřej Kacetl                                                                                                 | Ondřej Kacetl                                                                                                 | Brankáři                | Jakub Kovář | Rozhodčí: Jan Hribik Luděk Pilný Čároví: Lukáš Rampír Michal Axman |
| Marian Adámek (Aron Chmielewski, Vladimír Dravecký) 19:21' Tomáš Marcinko (Martin Růžička, Marko Daňo) 22:50' | Marian Adámek (Aron Chmielewski, Vladimír Dravecký) 19:21' Tomáš Marcinko (Martin Růžička, Marko Daňo) 22:50' | 0:1 1:1 1:2 2:2 2:3 2:4 | 09:03' Roman Horák 22:34' Vladimír Sobotka (Michal Moravčík, Michal Řepík) 35:05' Michal Kempný (Vladimír Sobotka, David Kaše) 59:59' David Tomášek (do prázdné branky) | Rozhodčí: Jan Hribik Luděk Pilný Čároví: Lukáš Rampír Michal Axman |
| 7 min | 7 min | Tresty                  | 30 min | Rozhodčí: Jan Hribik Luděk Pilný Čároví: Lukáš Rampír Michal Axman |
| 32 | 32 | Střely                  | 29 | Rozhodčí: Jan Hribik Luděk Pilný Čároví: Lukáš Rampír Michal Axman |

| 24. března 2023 19:00 | HC Oceláři Třinec | 3 : 1 (1:1, 0:0, 2:0) | HC Sparta Praha | Werk Arena, Třinec Návštěvnost: 5 400 (vyprodáno) |  |

| Report | |                 |                                                     |                                                                       |
| Ondřej Kacetl | Ondřej Kacetl | Brankáři        | Jakub Kovář                                         | Rozhodčí: Adam Kika Peter Stano Čároví: Miroslav Lhotský Jiří Svoboda |
| Martin Marinčin (Lukáš Kaňák, Tomáš Marcinko) 00:42' Daniel Voženílek (Lukáš Kaňák, Jakub Jeřábek) 47:50' Jakub Jeřábek (Daniel Voženílek, do prázdné branky) 59:18' | Martin Marinčin (Lukáš Kaňák, Tomáš Marcinko) 00:42' Daniel Voženílek (Lukáš Kaňák, Jakub Jeřábek) 47:50' Jakub Jeřábek (Daniel Voženílek, do prázdné branky) 59:18' | 1:0 1:1 2:1 3:1 | 15:23' Roman Horák (Michal Řepík, Vladimír Sobotka) | Rozhodčí: Adam Kika Peter Stano Čároví: Miroslav Lhotský Jiří Svoboda |
| 29 min | 29 min | Tresty          | 6 min                                               | Rozhodčí: Adam Kika Peter Stano Čároví: Miroslav Lhotský Jiří Svoboda |
| 18 | 18 | Střely          | 40                                                  | Rozhodčí: Adam Kika Peter Stano Čároví: Miroslav Lhotský Jiří Svoboda |

| 26. března 2023 16:30 | HC Sparta Praha | 0 : 3 (0:1, 0:0, 0:2) | HC Oceláři Třinec | O2 arena, Libeň Návštěvnost: 14 117 |  |

| Report      |             |             | |                                                                    |
| Jakub Kovář | Jakub Kovář | Brankáři    | Ondřej Kacetl | Rozhodčí: Jan Hribik Daniel Pražák Čároví: Josef Špůr Petr Šimánek |
|             |             | 0:1 0:2 0:3 | 19:13' Martin Růžička (Daniel Voženílek, Marko Daňo) 57:30' Daniel Kurovský (Daniel Voženílek, do prázdné branky) 58:57' Marko Daňo (Martin Růžička, do prázdné branky) | Rozhodčí: Jan Hribik Daniel Pražák Čároví: Josef Špůr Petr Šimánek |
| 27 min      | 27 min      | Tresty      | 12 min | Rozhodčí: Jan Hribik Daniel Pražák Čároví: Josef Špůr Petr Šimánek |
| 32          | 32          | Střely      | 12 | Rozhodčí: Jan Hribik Daniel Pražák Čároví: Josef Špůr Petr Šimánek |

| 28. března 2023 17:00 | HC Oceláři Třinec | 5 : 1 (1:0, 1:0, 3:1) | HC Sparta Praha | Werk Arena, Třinec Návštěvnost: 5 400 (vyprodáno) |  |

| Report | |                         |                                     |                                                                           |
| Ondřej Kacetl | Ondřej Kacetl | Brankáři                | Jakub Kovář                         | Rozhodčí: Antonín Jeřábek Jakub Šindel Čároví: Michal Axman Jiří Ondráček |
| Vladimír Dravecký (Tomáš Marcinko) 07:23' Tomáš Marcinko (Martin Růžička) 23:03' Libor Hudáček (Martin Marinčin, Ondřej Kacetl) 47:49' Tomáš Marcinko (Martin Růžička, Jakub Jeřábek) 50:54' Martin Růžička (do prázdné branky) 57:27' | Vladimír Dravecký (Tomáš Marcinko) 07:23' Tomáš Marcinko (Martin Růžička) 23:03' Libor Hudáček (Martin Marinčin, Ondřej Kacetl) 47:49' Tomáš Marcinko (Martin Růžička, Jakub Jeřábek) 50:54' Martin Růžička (do prázdné branky) 57:27' | 1:0 2:0 3:0 3:1 4:1 5:1 | 48:14' Michal Kempný (Jan Buchtele) | Rozhodčí: Antonín Jeřábek Jakub Šindel Čároví: Michal Axman Jiří Ondráček |
| 6 min | 6 min | Tresty                  | 8 min                               | Rozhodčí: Antonín Jeřábek Jakub Šindel Čároví: Michal Axman Jiří Ondráček |
| 19 | 19 | Střely                  | 34                                  | Rozhodčí: Antonín Jeřábek Jakub Šindel Čároví: Michal Axman Jiří Ondráček |

Konečný stav série 4:2 na zápasy pro HC Oceláři Třinec.

#### Mountfield HK (4.) – Bílí Tygři Liberec (5.)
| 19. března 2023 16:40 | Mountfield HK | 2 : 4 (0:0, 1:1, 1:3) | Bílí Tygři Liberec | ČPP aréna, Hradec Králové Návštěvnost: 6 182 |  |

| Report                                                              |                                                                     |                         | |                                                                           |
| Henri Kiviaho                                                       | Henri Kiviaho                                                       | Brankáři                | Petr Kváča | Rozhodčí: Oldřich Hejduk Jiří Ondráček Čároví: Daniel Hynek David Klouček |
| Lukáš Cingeľ (Jakub Lev, Jan Eberle) 20:22' Kevin Klíma (TS) 43:36' | Lukáš Cingeľ (Jakub Lev, Jan Eberle) 20:22' Kevin Klíma (TS) 43:36' | 1:0 1:1 2:1 2:2 2:3 2:4 | 30:39' Uvis Janis Balinskis (Michael Frolík) 55:38' Jakub Rychlovský 58:23' Oscar Flynn (Adam Najman, Uvis Janis Balinskis) 58:50' Petr Jelínek (Lukáš Derner) | Rozhodčí: Oldřich Hejduk Jiří Ondráček Čároví: Daniel Hynek David Klouček |
| 8 min                                                               | 8 min                                                               | Tresty                  | 6 min | Rozhodčí: Oldřich Hejduk Jiří Ondráček Čároví: Daniel Hynek David Klouček |
| 29                                                                  | 29                                                                  | Střely                  | 33 | Rozhodčí: Oldřich Hejduk Jiří Ondráček Čároví: Daniel Hynek David Klouček |

| 20. března 2023 17:00 | Mountfield HK | 3 : 2 (0:0, 2:1, 1:1) | Bílí Tygři Liberec | ČPP aréna, Hradec Králové Návštěvnost: 5 371 |  |

| Report | |                     |                                                                                          |                                                                |
| Matěj Machovský | Matěj Machovský | Brankáři            | Petr Kváča                                                                               | Rozhodčí: Robin Šír Filip Vrba Čároví: Josef Špůr Petr Šimánek |
| Lukáš Cingeľ (Graeme McCormack) 20:20' Kevin Klíma (Oliver Okuliar, Ethan Werek) 30:06' Kevin Klíma (Oliver Okuliar, Ethan Werek) 57:58' | Lukáš Cingeľ (Graeme McCormack) 20:20' Kevin Klíma (Oliver Okuliar, Ethan Werek) 30:06' Kevin Klíma (Oliver Okuliar, Ethan Werek) 57:58' | 1:0 2:0 2:1 2:2 3:2 | 35:49' T.J. Melancon (Michal Birner, Jaroslav Vlach) 43:10' Michael Frolík (Oscar Flynn) | Rozhodčí: Robin Šír Filip Vrba Čároví: Josef Špůr Petr Šimánek |
| 8 min | 8 min | Tresty              | 8 min                                                                                    | Rozhodčí: Robin Šír Filip Vrba Čároví: Josef Špůr Petr Šimánek |
| 48 | 48 | Střely              | 28                                                                                       | Rozhodčí: Robin Šír Filip Vrba Čároví: Josef Špůr Petr Šimánek |

| 23. března 2023 19:00 | Bílí Tygři Liberec | 1 : 2 PP (0:1, 0:0, 1:0 — 0:1) | Mountfield HK | Home Credit Arena, Liberec Návštěvnost: 6 841 |  |

| Report                                                                                  |                                                                                         |             |                                                         |                                                                     |
| Petr Kváča                                                                              | Petr Kváča                                                                              | Brankáři    | Matěj Machovský                                         | Rozhodčí: Antonín Jeřábek Jan Jaroš Čároví: Jiří Svoboda Josef Špůr |
| Radovan Pavlík (Jordan Perret) 11:02' Aleš Jergl (Jeremie Blain, Radek Smoleňák) 60:37' | Radovan Pavlík (Jordan Perret) 11:02' Aleš Jergl (Jeremie Blain, Radek Smoleňák) 60:37' | 1:0 1:1 2:1 | 58:49' Petr Jelínek (Oscar Flynn, Uvis Janis Balinskis) | Rozhodčí: Antonín Jeřábek Jan Jaroš Čároví: Jiří Svoboda Josef Špůr |
| 12 min                                                                                  | 12 min                                                                                  | Tresty      | 14 min                                                  | Rozhodčí: Antonín Jeřábek Jan Jaroš Čároví: Jiří Svoboda Josef Špůr |
| 30                                                                                      | 30                                                                                      | Střely      | 29                                                      | Rozhodčí: Antonín Jeřábek Jan Jaroš Čároví: Jiří Svoboda Josef Špůr |

| 24. března 2023 17:00 | Bílí Tygři Liberec | 1 : 2 (0:1, 0:0, 1:1) | Mountfield HK | Home Credit Arena, Liberec Návštěvnost: 7 500 (vyprodáno) |  |

| Report                              |                                     |             |                                                                                              |                                                                         |
| Jakub Neužil                        | Jakub Neužil                        | Brankáři    | Matěj Machovský                                                                              | Rozhodčí: Daniel Pražák Jakub Šindel Čároví: Jiří Ondráček Petr Šimánek |
| 52:29' Michal Bulíř (Michal Birner) | 52:29' Michal Bulíř (Michal Birner) | 0:1 0:2 1:2 | 00:46' Christophe Lalancette (Matěj Chalupa) 43:36' Matěj Chalupa (Aleš Jergl, Bohumil Jank) | Rozhodčí: Daniel Pražák Jakub Šindel Čároví: Jiří Ondráček Petr Šimánek |
| 6 min                               | 6 min                               | Tresty      | 10 min                                                                                       | Rozhodčí: Daniel Pražák Jakub Šindel Čároví: Jiří Ondráček Petr Šimánek |
| 24                                  | 24                                  | Střely      | 26                                                                                           | Rozhodčí: Daniel Pražák Jakub Šindel Čároví: Jiří Ondráček Petr Šimánek |

| 26. března 2023 18:00 | Mountfield HK | 6 : 4 (1:0, 2:3, 3:1) | Bílí Tygři Liberec | ČPP aréna, Hradec Králové Návštěvnost: 6 890 (vyprodáno) |  |

| Report | |                                         | |                                                                         |
| Matěj Machovský | Matěj Machovský | Brankáři                                | Jakub Neužil | Rozhodčí: Oldřich Hejduk Jiří Ondráček Čároví: Daniel Hynek Michal Zíka |
| Jakub Lev (Filip Pavlík, Christophe Lalancette) 08:12' Christophe Lalancette (Aleš Jergl) 21:20' Bohumil Jank (Oliver Okuliar, Mislav Rosandić) 29:21' Aleš Jergl (Kevin Klíma) 41:47' Oliver Okuliar (Ethan Werek) 47:41' Jordann Perret (Aleš Jergl, do prázdné branky) 59:55' | Jakub Lev (Filip Pavlík, Christophe Lalancette) 08:12' Christophe Lalancette (Aleš Jergl) 21:20' Bohumil Jank (Oliver Okuliar, Mislav Rosandić) 29:21' Aleš Jergl (Kevin Klíma) 41:47' Oliver Okuliar (Ethan Werek) 47:41' Jordann Perret (Aleš Jergl, do prázdné branky) 59:55' | 1:0 2:0 2:1 2:2 2:3 3:3 4:3 4:4 5:4 6:4 | 23:15' Petr Jelínek (Jan Šír) 25:05' Oscar Flynn (Adam Najman) 27:37' Petr Jelínek (Michal Bulíř, Tomáš Filippi) 46:44' Michal Birner (T.J. Melancon) | Rozhodčí: Oldřich Hejduk Jiří Ondráček Čároví: Daniel Hynek Michal Zíka |
| 8 min | 8 min | Tresty                                  | 8 min | Rozhodčí: Oldřich Hejduk Jiří Ondráček Čároví: Daniel Hynek Michal Zíka |
| 32 | 32 | Střely                                  | 30 | Rozhodčí: Oldřich Hejduk Jiří Ondráček Čároví: Daniel Hynek Michal Zíka |

Konečný stav série 4:1 na zápasy pro Mountfield HK.

### Semifinále

#### HC Dynamo Pardubice (1.) – HC Oceláři Třinec (6.)
| 2. dubna 2023 17:00 | HC Dynamo Pardubice | 4 : 2 (2:0, 1:1, 1:1) | HC Oceláři Třinec | Enteria arena, Pardubice Návštěvnost: 10 194 (vyprodáno) |  |

| Report | |                         | |                                                                         |
| Roman Will | Roman Will | Brankáři                | Ondřej Kacetl                                                                                                  | Rozhodčí: Tomáš Cabák Antonín Jeřábek Čároví: Michal Axman Lukáš Rampír |
| Lukáš Sedlák (Jan Košťálek, David Cienciala) 10:29' Lukáš Sedlák (Jan Košťálek) 16:10' Lukáš Radil (Robert Kousal) 35:14' Tomáš Zohorna (do prázdné branky) 59:56' | Lukáš Sedlák (Jan Košťálek, David Cienciala) 10:29' Lukáš Sedlák (Jan Košťálek) 16:10' Lukáš Radil (Robert Kousal) 35:14' Tomáš Zohorna (do prázdné branky) 59:56' | 1:0 2:0 2:1 3:1 3:2 4:2 | 29:24' Andrej Nestrašil (Adam Smith, Daniel Kurovský) 52:08' Tomáš Marcinko (Andrej Nestrašil, Martin Růžička) | Rozhodčí: Tomáš Cabák Antonín Jeřábek Čároví: Michal Axman Lukáš Rampír |
| 6 min | 6 min | Tresty                  | 10 min | Rozhodčí: Tomáš Cabák Antonín Jeřábek Čároví: Michal Axman Lukáš Rampír |
| 34 | 34 | Střely                  | 26 | Rozhodčí: Tomáš Cabák Antonín Jeřábek Čároví: Michal Axman Lukáš Rampír |

| 3. dubna 2023 18:00 | HC Dynamo Pardubice | 0 : 3 (0:1, 0:1, 0:1) | HC Oceláři Třinec | Enteria arena, Pardubice Návštěvnost: 10 194 (vyprodáno) |  |

| Report     |            |             | |                                                               |
| Roman Will | Roman Will | Brankáři    | Ondřej Kacetl | Rozhodčí: Jan Jaroš Robin Šír Čároví: Daniel Hynek Josef Špůr |
|            |            | 0:1 0:2 0:3 | 17:49' Lukáš Kaňák (Vladimír Dravecký, Daniel Voženílek) 39:06' Andrej Nestrašil (Martin Růžička, Tomáš Marcinko) 41:48' Aron Chmielewski (Libor Hudáček) | Rozhodčí: Jan Jaroš Robin Šír Čároví: Daniel Hynek Josef Špůr |
| 6 min      | 6 min      | Tresty      | 2 min | Rozhodčí: Jan Jaroš Robin Šír Čároví: Daniel Hynek Josef Špůr |
| 19         | 19         | Střely      | 22 | Rozhodčí: Jan Jaroš Robin Šír Čároví: Daniel Hynek Josef Špůr |

| 6. dubna 2023 17:00 | HC Oceláři Třinec | 2 : 1 (1:0, 0:1, 1:0) | HC Dynamo Pardubice | Werk Arena, Třinec Návštěvnost: 5 400 (vyprodáno) |  |

| Report                                                                                      |                                                                                             |             |                                       |                                                                        |
| Ondřej Kacetl                                                                               | Ondřej Kacetl                                                                               | Brankáři    | Roman Will                            | Rozhodčí: Antonín Jeřábek Jakub Šindel Čároví: Josef Špůr Petr Šimánek |
| Libor Hudáček (Vladimír Dravecký) 18:56' Erik Hrňa (Milan Doudera, Aron Chmielewski) 48:34' | Libor Hudáček (Vladimír Dravecký) 18:56' Erik Hrňa (Milan Doudera, Aron Chmielewski) 48:34' | 1:0 1:1 2:1 | 26:23' Tomáš Vondráček (Tomáš Dvořák) | Rozhodčí: Antonín Jeřábek Jakub Šindel Čároví: Josef Špůr Petr Šimánek |
| 6 min                                                                                       | 6 min                                                                                       | Tresty      | 2 min                                 | Rozhodčí: Antonín Jeřábek Jakub Šindel Čároví: Josef Špůr Petr Šimánek |
| 14                                                                                          | 14                                                                                          | Střely      | 34                                    | Rozhodčí: Antonín Jeřábek Jakub Šindel Čároví: Josef Špůr Petr Šimánek |

| 7. dubna 2023 17:00 | HC Oceláři Třinec | 0 : 2 (0:0, 0:0, 0:2) | HC Dynamo Pardubice | Werk Arena, Třinec Návštěvnost: 5 400 (vyprodáno) |  |

| Report        |               |          | |                                                                     |
| Ondřej Kacetl | Ondřej Kacetl | Brankáři | Roman Will | Rozhodčí: Daniel Pražák Adam Kika Čároví: Lukáš Rampír Michal Axman |
|               |               | 0:1 0:2  | 43:19' Lukáš Sedlák (Tomáš Hyka, David Cienciala) 59:55' Tomáš Hyka (David Cienciala, Peter Čerešňák, do prázdné branky) | Rozhodčí: Daniel Pražák Adam Kika Čároví: Lukáš Rampír Michal Axman |
| 2 min         | 2 min         | Tresty   | 6 min | Rozhodčí: Daniel Pražák Adam Kika Čároví: Lukáš Rampír Michal Axman |
| 30            | 30            | Střely   | 29 | Rozhodčí: Daniel Pražák Adam Kika Čároví: Lukáš Rampír Michal Axman |

| 10. dubna 2023 17:00 | HC Dynamo Pardubice | 2 : 4 (0:0, 2:3, 0:1) | HC Oceláři Třinec | Enteria arena, Pardubice Návštěvnost: 10 194 (vyprodáno) |  |

| Report                                                              |                                                                     |                         | |                                                                    |
| Roman Will                                                          | Roman Will                                                          | Brankáři                | Ondřej Kacetl | Rozhodčí: Adam Kika Jakub Šindel Čároví: Jiří Svoboda Daniel Hynek |
| Tomáš Zohorna (Robert Kousal) 20:50' Adam Musil (Jan Mandát) 39:58' | Tomáš Zohorna (Robert Kousal) 20:50' Adam Musil (Jan Mandát) 39:58' | 1:0 1:1 1:2 1:3 2:3 2:4 | 24:12' Karlis Čukste (Tomáš Marcinko, Jakub Jeřábek) 32:24' Martin Růžička (Aron Chmielewski) 34:00' Martin Růžička (Jakub Jeřábek) 58:33' Daniel Kurovský (Andrej Nestrašil) | Rozhodčí: Adam Kika Jakub Šindel Čároví: Jiří Svoboda Daniel Hynek |
| 11 min                                                              | 11 min                                                              | Tresty                  | 13 min | Rozhodčí: Adam Kika Jakub Šindel Čároví: Jiří Svoboda Daniel Hynek |
| 44                                                                  | 44                                                                  | Střely                  | 23 | Rozhodčí: Adam Kika Jakub Šindel Čároví: Jiří Svoboda Daniel Hynek |

| 12. dubna 2023 17:30 | HC Oceláři Třinec | 3 : 5 (0:3, 0:1, 3:1) | HC Dynamo Pardubice | Werk Arena, Třinec Návštěvnost: 5 400 (vyprodáno) |  |

| Report | |                                 | |                                                                            |
| Ondřej Kacetl (od 21. minuty Marek Mazanec) | Ondřej Kacetl (od 21. minuty Marek Mazanec) | Brankáři                        | Roman Will | Rozhodčí: Antonín Jeřábek Daniel Pražák Čároví: Jiří Ondráček Lukáš Rampír |
| Adam Smith (Libor Hudáček, Martin Marinčin) 43:04' Libor Hudáček (Karlis Čukste) 49:10' Andrej Nestrašil (Tomáš Marcinko, Martin Růžička) 53:27' | Adam Smith (Libor Hudáček, Martin Marinčin) 43:04' Libor Hudáček (Karlis Čukste) 49:10' Andrej Nestrašil (Tomáš Marcinko, Martin Růžička) 53:27' | 0:1 0:2 0:3 0:4 1:4 2:4 3:4 3:5 | 03:40' Ondřej Vála (Robert Kousal, Tomáš Zohorna) 04:42' Daniel Rákos (Peter Čerešňák, Robert Říčka) 13:13' Tomáš Vondráček (Jan Košťálek, Matej Paulovič) 38:31' Tomáš Zohorna (Robert Kousal) 58:57' Lukáš Radil (Robert Kousal, do prázdné branky) | Rozhodčí: Antonín Jeřábek Daniel Pražák Čároví: Jiří Ondráček Lukáš Rampír |
| 6 min | 6 min | Tresty                          | 10 min | Rozhodčí: Antonín Jeřábek Daniel Pražák Čároví: Jiří Ondráček Lukáš Rampír |
| 32 | 32 | Střely                          | 28 | Rozhodčí: Antonín Jeřábek Daniel Pražák Čároví: Jiří Ondráček Lukáš Rampír |

| 14. dubna 2023 17:30 | HC Dynamo Pardubice | 1 : 2 (1:1, 0:1, 0:0) | HC Oceláři Třinec | Enteria arena, Pardubice Návštěvnost: 10 194 (vyprodáno) |  |

| Report                                           |                                                  |             | |                                                                           |
| Roman Will                                       | Roman Will                                       | Brankáři    | Ondřej Kacetl                                                                                                | Rozhodčí: Antonín Jeřábek Daniel Pražák Čároví: Daniel Hynek Lukáš Rampír |
| Peter Čerešňák (Jan Mandát, Daniel Rákos) 08:30' | Peter Čerešňák (Jan Mandát, Daniel Rákos) 08:30' | 1:0 1:1 1:2 | 11:05' Erik Hrňa (Daniel Voženílek, Vladimír Svačina) 33:12' Karlis Čukste (Daniel Kurovský, Tomáš Marcinko) | Rozhodčí: Antonín Jeřábek Daniel Pražák Čároví: Daniel Hynek Lukáš Rampír |
| 4 min                                            | 4 min                                            | Tresty      | 4 min | Rozhodčí: Antonín Jeřábek Daniel Pražák Čároví: Daniel Hynek Lukáš Rampír |
| 31                                               | 31                                               | Střely      | 16 | Rozhodčí: Antonín Jeřábek Daniel Pražák Čároví: Daniel Hynek Lukáš Rampír |

Konečný stav série 4:3 na zápasy pro HC Oceláři Třinec.

#### HC VÍTKOVICE RIDERA (2.) – Mountfield HK (4.)
| 4. dubna 2023 17:30 | HC VÍTKOVICE RIDERA | 0 : 1 SN (0:0, 0:0, 0:0 — 0:0 — 0:1) | Mountfield HK | Ostravar Aréna, Ostrava Návštěvnost: 9 325 |  |

| Report                                                   |                                                          |                                                |                                                        |                                                                        |
| Aleš Stezka                                              | Aleš Stezka                                              | Brankáři                                       | Matěj Machovský                                        | Rozhodčí: Daniel Pražák Lukáš Květoň Čároví: Jiří Ondráček Michal Zíka |
| Jakub Kotala Peter Mueller Petr Fridrich Roberts Bukarts | Jakub Kotala Peter Mueller Petr Fridrich Roberts Bukarts | Samostatné nájezdy 0:0 0:1 1:1 1:2 2:2 2:3 2:4 | Aleš Jergl Ethan Werek Graeme McCormack Oliver Okuliar | Rozhodčí: Daniel Pražák Lukáš Květoň Čároví: Jiří Ondráček Michal Zíka |
| 4 min                                                    | 4 min                                                    | Tresty                                         | 6 min                                                  | Rozhodčí: Daniel Pražák Lukáš Květoň Čároví: Jiří Ondráček Michal Zíka |
| 36                                                       | 36                                                       | Střely                                         | 49                                                     | Rozhodčí: Daniel Pražák Lukáš Květoň Čároví: Jiří Ondráček Michal Zíka |

| 5. dubna 2023 17:30 | HC VÍTKOVICE RIDERA | 2 : 3 PP (0:0, 0:0, 2:2 - 0:1) | Mountfield HK | Ostravar Aréna, Ostrava Návštěvnost: 9 587 |  |

| Report                                                                                           |                                                                                                  |                     | |                                                                          |
| Aleš Stezka                                                                                      | Aleš Stezka                                                                                      | Brankáři            | Matěj Machovský | Rozhodčí: Jiří Ondráček Oldřich Hejduk Čároví: Jiří Svoboda Daniel Hynek |
| Dominik Lakatoš (Juraj Mikuš, Peter Mueller) 45:57' Patrik Koch (Mario Grman, Petr Chlán) 49:56' | Dominik Lakatoš (Juraj Mikuš, Peter Mueller) 45:57' Patrik Koch (Mario Grman, Petr Chlán) 49:56' | 1:0 1:1 2:1 2:2 2:3 | 48:49' Jeremie Blain (Jordann Perret, Aleš Jergl) 56:10' Graeme McCormack (Radovan Pavlík) 61:59' Patrik Miškář (Ethan Werek) | Rozhodčí: Jiří Ondráček Oldřich Hejduk Čároví: Jiří Svoboda Daniel Hynek |
| 12 min                                                                                           | 12 min                                                                                           | Tresty              | 14 min | Rozhodčí: Jiří Ondráček Oldřich Hejduk Čároví: Jiří Svoboda Daniel Hynek |
| 34                                                                                               | 34                                                                                               | Střely              | 37 | Rozhodčí: Jiří Ondráček Oldřich Hejduk Čároví: Jiří Svoboda Daniel Hynek |

| 8. dubna 2023 17:00 | Mountfield HK | 4 : 2 (2:1, 0:0, 2:1) | HC VÍTKOVICE RIDERA | ČPP aréna, Hradec Králové Návštěvnost: 6 890 (vyprodáno) |  |

| Report | |                         | |                                                                     |
| Matěj Machovský | Matěj Machovský | Brankáři                | Aleš Stezka                                                                                          | Rozhodčí: René Hradil Peter Stano Čároví: Vít Lederer Jiří Ondráček |
| Oliver Okuliar (Kevin Klíma, Radek Smoleňák) 09:50' Graeme McCormack (Christophe Lalancette, Ethan Werek) 17:52' Patrik Miškář (Jan Eberle, Graeme McCormack) 55:53' Radovan Pavlík (Bohumil Jank, Oliver Okuliar, do prázdné branky) 59:14' | Oliver Okuliar (Kevin Klíma, Radek Smoleňák) 09:50' Graeme McCormack (Christophe Lalancette, Ethan Werek) 17:52' Patrik Miškář (Jan Eberle, Graeme McCormack) 55:53' Radovan Pavlík (Bohumil Jank, Oliver Okuliar, do prázdné branky) 59:14' | 1:0 2:0 2:1 2:2 3:2 4:2 | 19:49' Marek Kalus (Dominik Lakatoš, Juraj Mikuš) 50:35' Peter Krieger (Petr Gewiese, Jakub Stehlík) | Rozhodčí: René Hradil Peter Stano Čároví: Vít Lederer Jiří Ondráček |
| 8 min | 8 min | Tresty                  | 6 min                                                                                                | Rozhodčí: René Hradil Peter Stano Čároví: Vít Lederer Jiří Ondráček |
| 32 | 32 | Střely                  | 35                                                                                                   | Rozhodčí: René Hradil Peter Stano Čároví: Vít Lederer Jiří Ondráček |

| 9. dubna 2023 16:00 | Mountfield HK | 1 : 2 (0:1, 1:1, 0:0) | HC VÍTKOVICE RIDERA | ČPP aréna, Hradec Králové Návštěvnost: 6 890 (vyprodáno) |  |

| Report                               |                                      |             | |                                                                          |
| Matěj Machovský                      | Matěj Machovský                      | Brankáři    | Lukáš Klimeš                                                                                              | Rozhodčí: Antonín Jeřábek Daniel Pražák Čároví: Jiří Ondráček Josef Špůr |
| Jan Eberle (Graeme McCormack) 19:49' | Jan Eberle (Graeme McCormack) 19:49' | 0:1 0:2 1:2 | 15:51' Rastislav Dej (Dominik Lakatoš, Petr Gewiese) 26:39' Rastislav Dej (Roberts Bukarts, Petr Gewiese) | Rozhodčí: Antonín Jeřábek Daniel Pražák Čároví: Jiří Ondráček Josef Špůr |
| 4 min                                | 4 min                                | Tresty      | 4 min | Rozhodčí: Antonín Jeřábek Daniel Pražák Čároví: Jiří Ondráček Josef Špůr |
| 33                                   | 33                                   | Střely      | 21 | Rozhodčí: Antonín Jeřábek Daniel Pražák Čároví: Jiří Ondráček Josef Špůr |

| 11. dubna 2023 17:30 | HC VÍTKOVICE RIDERA | 3 : 2 PP2 (0:2, 1:0, 1:0 — 0:0, 1:0) | Mountfield HK | Ostravar Aréna, Ostrava Návštěvnost: 8 127 |  |

| Report | |                     |                                                                           |                                                                 |
| Lukáš Klimeš (od 21. minuty Aleš Stezka)                                                                                   | Lukáš Klimeš (od 21. minuty Aleš Stezka)                                                                                   | Brankáři            | Henri Kiviaho                                                             | Rozhodčí: Robin Šír Peter Stano Čároví: Josef Špůr Petr Šimánek |
| Jakub Kotala (Jakub Stehlík, Petr Gewiese) 37:44' Dominik Lakatoš (Peter Mueller, Peter Krieger) 46:44' Patrik Koch 98:59' | Jakub Kotala (Jakub Stehlík, Petr Gewiese) 37:44' Dominik Lakatoš (Peter Mueller, Peter Krieger) 46:44' Patrik Koch 98:59' | 0:1 0:2 1:2 2:2 3:2 | 11:51' Kevin Klíma (Oliver Okuliar) 15:23' Jordan Perret (Michael Gaspar) | Rozhodčí: Robin Šír Peter Stano Čároví: Josef Špůr Petr Šimánek |
| 4 min | 4 min | Tresty              | 12 min                                                                    | Rozhodčí: Robin Šír Peter Stano Čároví: Josef Špůr Petr Šimánek |
| 52 | 52 | Střely              | 42                                                                        | Rozhodčí: Robin Šír Peter Stano Čároví: Josef Špůr Petr Šimánek |

| 13. dubna 2023 17:00 | Mountfield HK | 1 : 2 PP4 (0:1, 0:0, 1:0 — 0:0, 0:0, 0:0, 0:1) | HC VÍTKOVICE RIDERA | ČPP aréna, Hradec Králové Návštěvnost: 6 322 |  |

| Report                                                  |                                                         |             |                                                                                             |                                                                   |
| Matěj Machovský                                         | Matěj Machovský                                         | Brankáři    | Aleš Stezka                                                                                 | Rozhodčí: René Hradil Peter Stano Čároví: Josef Špůr Petr Šimánek |
| Graeme McCormack (Jeremie Blain, Radovan Pavlík) 50:39' | Graeme McCormack (Jeremie Blain, Radovan Pavlík) 50:39' | 0:1 1:1 1:2 | 10:44' Peter Krieger (Richard Jarůšek, Lukáš Kovář) 138:51' Dominik Lakatoš (Rastislav Dej) | Rozhodčí: René Hradil Peter Stano Čároví: Josef Špůr Petr Šimánek |
| 10 min                                                  | 10 min                                                  | Tresty      | 16 min                                                                                      | Rozhodčí: René Hradil Peter Stano Čároví: Josef Špůr Petr Šimánek |
| 81                                                      | 81                                                      | Střely      | 49                                                                                          | Rozhodčí: René Hradil Peter Stano Čároví: Josef Špůr Petr Šimánek |

| 15. dubna 2023 15:30 | HC VÍTKOVICE RIDERA | 1 : 2 PP (0:0, 1:1, 0:0 — 0:1) | Mountfield HK | Ostravar Aréna, Ostrava Návštěvnost: 9 833 (vyprodáno) |  |

| Report                                            |                                                   |             |                                                                                             |                                                                      |
| Aleš Stezka                                       | Aleš Stezka                                       | Brankáři    | Matěj Machovský                                                                             | Rozhodčí: René Hradil Peter Stano Čároví: Jiří Ondráček Jiří Svoboda |
| Marek Kalus (Dominik Lakatoš, Juraj Mikuš) 30:59' | Marek Kalus (Dominik Lakatoš, Juraj Mikuš) 30:59' | 0:1 1:1 1:2 | 26:55' Patrik Miškář (Graeme McCormack, Michael Gaspar) 78:04' Oliver Okuliar (Kevin Klíma) | Rozhodčí: René Hradil Peter Stano Čároví: Jiří Ondráček Jiří Svoboda |
| 2 min                                             | 2 min                                             | Tresty      | 8 min                                                                                       | Rozhodčí: René Hradil Peter Stano Čároví: Jiří Ondráček Jiří Svoboda |
| 42                                                | 42                                                | Střely      | 49                                                                                          | Rozhodčí: René Hradil Peter Stano Čároví: Jiří Ondráček Jiří Svoboda |

Konečný stav série 4:3 na zápasy pro Mountfield HK.

### Finále

#### Mountfield HK (4.) – HC Oceláři Třinec (6.)
| 18. dubna 2023 17:00 | Mountfield HK | 2 : 4 (0:0, 0:1, 2:3) | HC Oceláři Třinec | ČPP aréna, Hradec Králové Návštěvnost: 6 890 (vyprodáno) |  |

| Report                                                                  |                                                                         |                         | |                                                                           |
| Matěj Machovský                                                         | Matěj Machovský                                                         | Brankáři                | Ondřej Kacetl | Rozhodčí: Antonín Jeřábek Jiří Ondráček Čároví: Daniel Hynek Petr Šimánek |
| Kevin Klíma (Oliver Okuliar) 41:12' Radek Smoleňák (Radek Pilař) 43:52' | Kevin Klíma (Oliver Okuliar) 41:12' Radek Smoleňák (Radek Pilař) 43:52' | 0:1 0:2 1:2 2:2 2:3 2:4 | 29:11' Daniel Kurovský (Miloš Roman, Marian Adámek) 40:50' Daniel Voženílek (Marko Daňo) 48:43' Daniel Voženílek (Marko Daňo) 59:21' Vladimír Dravecký (Andrej Nestrašil) | Rozhodčí: Antonín Jeřábek Jiří Ondráček Čároví: Daniel Hynek Petr Šimánek |
| 4 min                                                                   | 4 min                                                                   | Tresty                  | 4 min | Rozhodčí: Antonín Jeřábek Jiří Ondráček Čároví: Daniel Hynek Petr Šimánek |
| 29                                                                      | 29                                                                      | Střely                  | 23 | Rozhodčí: Antonín Jeřábek Jiří Ondráček Čároví: Daniel Hynek Petr Šimánek |

| 19. dubna 2023 17:00 | Mountfield HK | 1 : 2 PP (0:1, 1:0, 0:0 — 0:1) | HC Oceláři Třinec | ČPP aréna, Hradec Králové Návštěvnost: 6 890 (vyprodáno) |  |

| Report                                          |                                                 |             | |                                                                  |
| Matěj Machovský                                 | Matěj Machovský                                 | Brankáři    | Ondřej Kacetl | Rozhodčí: Robin Šír Peter Stano Čároví: Jiří Ondráček Josef Špůr |
| Aleš Jergl (Oliver Okuliar, Kevin Klíma) 22:02' | Aleš Jergl (Oliver Okuliar, Kevin Klíma) 22:02' | 0:1 1:1 1:2 | 08:55' Martin Růžička (Daniel Voženílek, Andrej Nestrašil) 70:44' Daniel Voženílek (Aron Chmielewski, Marko Daňo) | Rozhodčí: Robin Šír Peter Stano Čároví: Jiří Ondráček Josef Špůr |
| 4 min                                           | 4 min                                           | Tresty      | 6 min | Rozhodčí: Robin Šír Peter Stano Čároví: Jiří Ondráček Josef Špůr |
| 29                                              | 29                                              | Střely      | 24 | Rozhodčí: Robin Šír Peter Stano Čároví: Jiří Ondráček Josef Špůr |

| 22. dubna 2023 17:00 | HC Oceláři Třinec | 1 : 0 (0:0, 1:0, 0:0) | Mountfield HK | Werk Arena, Třinec Návštěvnost: 5 400 |  |

| Report                               |                                      |          |                 |                                                                        |
| Ondřej Kacetl                        | Ondřej Kacetl                        | Brankáři | Matěj Machovský | Rozhodčí: Antonín Jeřábek Daniel Pražák Čároví: Josef Špůr Michal Zíka |
| Marko Daňo (Aron Chmielewski) 20:54' | Marko Daňo (Aron Chmielewski) 20:54' | 1:0      |                 | Rozhodčí: Antonín Jeřábek Daniel Pražák Čároví: Josef Špůr Michal Zíka |
| 6 min                                | 6 min                                | Tresty   | 4 min           | Rozhodčí: Antonín Jeřábek Daniel Pražák Čároví: Josef Špůr Michal Zíka |
| 22                                   | 22                                   | Střely   | 30              | Rozhodčí: Antonín Jeřábek Daniel Pražák Čároví: Josef Špůr Michal Zíka |

| 23. dubna 2023 17:00 | HC Oceláři Třinec | 1 : 2 PP (0:1, 1:0, 0:0 — 0:1) | Mountfield HK | Werk Arena, Třinec Návštěvnost: 5 400 (vyprodáno) |  |

| Report                                                 |                                                        |             |                                                                       |                                                                   |
| Ondřej Kacetl                                          | Ondřej Kacetl                                          | Brankáři    | Matěj Machovský                                                       | Rozhodčí: Jan Hribik Robin Šír Čároví: Jiří Ondráček Jiří Svoboda |
| Marian Adámek (Libor Hudáček, Daniel Voženílek) 24:19' | Marian Adámek (Libor Hudáček, Daniel Voženílek) 24:19' | 0:1 1:1 1:2 | 18:07' Bohumil Jank (Aleš Jergl) 60:34' Radovan Pavlík (Bohumil Jank) | Rozhodčí: Jan Hribik Robin Šír Čároví: Jiří Ondráček Jiří Svoboda |
| 4 min                                                  | 4 min                                                  | Tresty      | 8 min                                                                 | Rozhodčí: Jan Hribik Robin Šír Čároví: Jiří Ondráček Jiří Svoboda |
| 30                                                     | 30                                                     | Střely      | 23                                                                    | Rozhodčí: Jan Hribik Robin Šír Čároví: Jiří Ondráček Jiří Svoboda |

| 26. dubna 2023 17:00 | Mountfield HK | 3 : 0 (1:0, 1:0, 1:0) | HC Oceláři Třinec | ČPP aréna, Hradec Králové Návštěvnost: 6 890 (vyprodáno) |  |

| Report | |             |               |                                                                             |
| Matěj Machovský | Matěj Machovský | Brankáři    | Ondřej Kacetl | Rozhodčí: Antonín Jeřábek Daniel Pražák Čároví: Miroslav Lhotský Josef Špůr |
| Patrik Miškář (Ethan Werek, Radovan Pavlík) 00:27' Radek Pilař (Oliver Okuliar, Graeme McCormack) 36:56' Marek Zachar (Oliver Okuliar, do prázdné branky) 57:49' | Patrik Miškář (Ethan Werek, Radovan Pavlík) 00:27' Radek Pilař (Oliver Okuliar, Graeme McCormack) 36:56' Marek Zachar (Oliver Okuliar, do prázdné branky) 57:49' | 1:0 2:0 3:0 |               | Rozhodčí: Antonín Jeřábek Daniel Pražák Čároví: Miroslav Lhotský Josef Špůr |
| 12 min | 12 min | Tresty      | 6 min         | Rozhodčí: Antonín Jeřábek Daniel Pražák Čároví: Miroslav Lhotský Josef Špůr |
| 28 | 28 | Střely      | 30            | Rozhodčí: Antonín Jeřábek Daniel Pražák Čároví: Miroslav Lhotský Josef Špůr |

| 28. dubna 2023 17:00 | HC Oceláři Třinec | 4 : 1 (1:0, 0:0, 3:1) | Mountfield HK | Werk Arena, Třinec Návštěvnost: 5 400 (vyprodáno) |  |

| Report | |                     |                                       |                                                                   |
| Ondřej Kacetl | Ondřej Kacetl | Brankáři            | Matěj Machovský                       | Rozhodčí: Jan Hribik Robin Šír Čároví: Jiří Ondráček Daniel Hynek |
| Martin Marinčin (Daniel Voženílek) 13:56' Libor Hudáček (Daniel Voženílek, Andrej Nestrašil) 56:43' Andrej Nestrašil (Jakub Jeřábek, do prázdné branky) 58:12' Marko Daňo (Petr Vrána, Adam Smith, do prázdné branky) 58:48' | Martin Marinčin (Daniel Voženílek) 13:56' Libor Hudáček (Daniel Voženílek, Andrej Nestrašil) 56:43' Andrej Nestrašil (Jakub Jeřábek, do prázdné branky) 58:12' Marko Daňo (Petr Vrána, Adam Smith, do prázdné branky) 58:48' | 1:0 1:1 2:1 3:1 4:1 | 46:08' Mislav Rosandić (Filip Pavlík) | Rozhodčí: Jan Hribik Robin Šír Čároví: Jiří Ondráček Daniel Hynek |
| 2 min | 2 min | Tresty              | 4 min                                 | Rozhodčí: Jan Hribik Robin Šír Čároví: Jiří Ondráček Daniel Hynek |
| 32 | 32 | Střely              | 20                                    | Rozhodčí: Jan Hribik Robin Šír Čároví: Jiří Ondráček Daniel Hynek |

Konečný stav série 4:2 na zápasy pro HC Oceláři Třinec.

## Hráčské statistiky play-off

### Kanadské bodování
Toto je konečné pořadí hráčů podle dosažených bodů. Za jeden vstřelený gól nebo přihrávku na gól hráč získal jeden bod.
| Poř. | Hráč             | Tým                 | Z  | G | A  | B  | TM | +/- |
| ---- | ---------------- | ------------------- | -- | - | -- | -- | -- | --- |
| 1.   | Martin Růžička   | HC Oceláři Třinec   | 22 | 9 | 8  | 17 | 4  | 0   |
| 2.   | Andrej Nestrašil | HC Oceláři Třinec   | 22 | 6 | 10 | 16 | 11 | +6  |
| 2.   | Daniel Voženílek | HC Oceláři Třinec   | 22 | 6 | 10 | 16 | 12 | +12 |
| 4.   | Tomáš Marcinko   | HC Oceláři Třinec   | 20 | 5 | 8  | 13 | 37 | +3  |
| 5.   | Oliver Okuliar   | Mountfield HK       | 18 | 3 | 9  | 12 | 18 | +5  |
| 6.   | Libor Hudáček    | HC Oceláři Třinec   | 19 | 6 | 5  | 11 | 14 | +10 |
| 7.   | Jakub Jeřábek    | HC Oceláři Třinec   | 21 | 3 | 8  | 11 | 6  | +5  |
| 8.   | David Cienciala  | HC Dynamo Pardubice | 10 | 1 | 9  | 10 | 2  | +8  |
| 9.   | Kevin Klíma      | Mountfield HK       | 16 | 5 | 4  | 9  | 6  | +4  |
| 10.  | Marko Daňo       | HC Oceláři Třinec   | 20 | 3 | 6  | 9  | 14 | 0   |

### Hodnocení brankářů
Toto je konečné pořadí nejlepších deseti brankářů.
| Poř. | Hráč             | Tým                     | Z. | MIN  | OG | PZ  | PS  | POG  | Úsp%  |
| ---- | ---------------- | ----------------------- | -- | ---- | -- | --- | --- | ---- | ----- |
| 1.   | Aleš Stezka      | HC VÍTKOVICE RIDERA     | 12 | 874  | 18 | 427 | 445 | 1.24 | 95.96 |
| 2.   | Ondřej Kacetl    | HC Oceláři Třinec       | 18 | 1056 | 26 | 507 | 533 | 1.48 | 95.12 |
| 3.   | Matěj Machovský  | Mountfield HK           | 16 | 1091 | 26 | 462 | 488 | 1.43 | 94.67 |
| 4.   | Dominik Furch    | HC Kometa Brno          | 10 | 613  | 18 | 308 | 326 | 1.76 | 94.48 |
| 5.   | Dominik Pavlát   | HC Škoda Plzeň          | 5  | 313  | 11 | 137 | 148 | 2.11 | 92.57 |
| 6.   | Branislav Konrád | HC Olomouc              | 4  | 242  | 10 | 111 | 121 | 2.48 | 91.74 |
| 7.   | Petr Kváča       | Bílí Tygři Liberec      | 8  | 494  | 20 | 222 | 242 | 2.43 | 91.74 |
| 8.   | Roman Will       | HC Dynamo Pardubice     | 11 | 674  | 22 | 225 | 247 | 1.96 | 91.09 |
| 9.   | Vladislav Habal  | HC Energie Karlovy Vary | 3  | 164  | 8  | 76  | 84  | 2.93 | 90.48 |
| 10.  | Jakub Kovář      | HC Sparta Praha         | 6  | 365  | 14 | 133 | 147 | 2.30 | 90.48 |

## Baráž o extraligu
| 16. dubna 2023 16:00 | Rytíři Kladno | 1 : 0 (0:0, 0:0, 1:0) | PSG Berani Zlín | ČEZ stadion, Kladno Návštěvnost: 5 200 (vyprodáno) |  |

| Report                                                 |                                                        |          |            |                                                                    |
| Adam Brízgala                                          | Adam Brízgala                                          | Brankáři | Daniel Huf | Rozhodčí: Adam Kika Jan Hribik Čároví: Daniel Hynek Stanislav Hnát |
| Miroslav Indrák (Jakub Klepiš, Ondřej Slováček) 43:54' | Miroslav Indrák (Jakub Klepiš, Ondřej Slováček) 43:54' | 1:0      |            | Rozhodčí: Adam Kika Jan Hribik Čároví: Daniel Hynek Stanislav Hnát |
| 4 min                                                  | 4 min                                                  | Tresty   | 8 min      | Rozhodčí: Adam Kika Jan Hribik Čároví: Daniel Hynek Stanislav Hnát |
| 40                                                     | 40                                                     | Střely   | 22         | Rozhodčí: Adam Kika Jan Hribik Čároví: Daniel Hynek Stanislav Hnát |

| 17. dubna 2023 18:00 | Rytíři Kladno | 3 : 1 (2:0, 0:0, 1:1) | PSG Berani Zlín | ČEZ stadion, Kladno Návštěvnost: 5 200 (vyprodáno) |  |

| Report | |                 |                                                      |                                                                      |
| Adam Brízgala | Adam Brízgala | Brankáři        | Daniel Huf                                           | Rozhodčí: Robin Šír Oldřich Hejduk Čároví: Tomáš Brejcha Michal Zíka |
| Ondřej Slováček (Václav Veber, Matyáš Filip) 01:56' Matěj Beran (Ondřej Bláha, Matyáš Filip) 04:27' Jakub Babka (Ondřej Bláha, Jaromír Pytlík) 44:50' | Ondřej Slováček (Václav Veber, Matyáš Filip) 01:56' Matěj Beran (Ondřej Bláha, Matyáš Filip) 04:27' Jakub Babka (Ondřej Bláha, Jaromír Pytlík) 44:50' | 1:0 2:0 3:0 3:1 | 47:55' Petr Kratochvíl (Denis Kindl, Mikuláš Zbořil) | Rozhodčí: Robin Šír Oldřich Hejduk Čároví: Tomáš Brejcha Michal Zíka |
| 18 min | 18 min | Tresty          | 16 min                                               | Rozhodčí: Robin Šír Oldřich Hejduk Čároví: Tomáš Brejcha Michal Zíka |
| 38 | 38 | Střely          | 33                                                   | Rozhodčí: Robin Šír Oldřich Hejduk Čároví: Tomáš Brejcha Michal Zíka |

| 20. dubna 2023 17:30 | PSG Berani Zlín | 1 : 7 (0:4, 0:3, 1:0) | Rytíři Kladno | Zimní stadion Luďka Čajky, Zlín Návštěvnost: 7 000 (vyprodáno) |  |

| Report                                       |                                              |                                 | |                                                                    |
| Daniel Huf (od 22. minuty Michal Kořének)    | Daniel Huf (od 22. minuty Michal Kořének)    | Brankáři                        | Adam Brízgala | Rozhodčí: René Hradil Roman Mrkva Čároví: Vít Lederer Michal Axman |
| Petr Kratochvíl (Petr Mrázek, Zdeněk Sedlák) | Petr Kratochvíl (Petr Mrázek, Zdeněk Sedlák) | 0:1 0:2 0:3 0:4 0:5 0:6 0:7 1:7 | 03:26' Tomáš Plekanec (Adam Kubík) 06:07' Matyáš Filip (Ondřej Slováček, Václav Veber) 17:45' Jaromír Pytlík (Jakub Klepiš, Ladislav Zikmund) 18:33' Miroslav Indrák (Adam Kubík, Tomáš Plekanec) 21:02' Jiří Ticháček (Matyáš Filip, Martin Procházka) 31:52' Ladislav Zikmund (Jiří Ticháček, Jakub Klepiš) 39:38' Tomáš Plekanec | Rozhodčí: René Hradil Roman Mrkva Čároví: Vít Lederer Michal Axman |
| 10 min                                       | 10 min                                       | Tresty                          | 4 min | Rozhodčí: René Hradil Roman Mrkva Čároví: Vít Lederer Michal Axman |
| 17                                           | 17                                           | Střely                          | 43 | Rozhodčí: René Hradil Roman Mrkva Čároví: Vít Lederer Michal Axman |

| 21. dubna 2023 17:30 | PSG Berani Zlín | 0 : 1 (0:0, 0:1, 0:0) | Rytíři Kladno | Zimní stadion Luďka Čajky, Zlín Návštěvnost: 7 000 (vyprodáno) |  |

| Report     |            |          |                                                      |                                                                         |
| Daniel Huf | Daniel Huf | Brankáři | Adam Brízgala                                        | Rozhodčí: Oldřich Hejduk Jakub Šindel Čároví: Daniel Hynek Petr Šimánek |
|            |            | 0:1      | 21:06' Miroslav Indrák (Jiří Ticháček, Jakub Klepiš) | Rozhodčí: Oldřich Hejduk Jakub Šindel Čároví: Daniel Hynek Petr Šimánek |
| 8 min      | 8 min      | Tresty   | 4 min                                                | Rozhodčí: Oldřich Hejduk Jakub Šindel Čároví: Daniel Hynek Petr Šimánek |
| 16         | 16         | Střely   | 38                                                   | Rozhodčí: Oldřich Hejduk Jakub Šindel Čároví: Daniel Hynek Petr Šimánek |

Konečný stav série 4:0 na zápasy pro Rytíři Kladno.

## Konečné pořadí
| Pořadí           | Tým                          |
| ---------------- | ---------------------------- |
| Zlatá medaile    | HC Oceláři Třinec            |
| Stříbrná medaile | Mountfield HK                |
| Bronzová medaile | HC Dynamo Pardubice          |
| 4.               | HC Vítkovice Ridera          |
| 5.               | HC Sparta Praha              |
| 6.               | Bílí Tygři Liberec           |
| 7.               | HC Kometa Brno               |
| 8.               | HC Olomouc                   |
| 9.               | HC Energie Karlovy Vary      |
| 10.              | BK Mladá Boleslav            |
| 11.              | HC VERVA Litvínov            |
| 12.              | HC Škoda Plzeň               |
| 13.              | Banes Motor České Budějovice |
| 14.              | Rytíři Kladno                |

## Ocenění

### Hráč a trenér měsíce
| Měsíc    | Hráč            | Tým                 | Trenér          | Tým                 |
| -------- | --------------- | ------------------- | --------------- | ------------------- |
| září     | Tomáš Zohorna   | HC Dynamo Pardubice | Miloš Holaň     | HC Vítkovice Ridera |
| říjen    | Dominik Furch   | HC Kometa Brno      | Martin Pešout   | HC Kometa Brno      |
| listopad | Dominik Lakatoš | HC Vítkovice Ridera | Miloš Holaň     | HC Vítkovice Ridera |
| prosinec | Oliver Okuliar  | Mountfield HK       | Miloslav Hořava | HC Sparta Praha     |
| leden    | Lukáš Sedlák    | HC Dynamo Pardubice | Radim Rulík     | HC Dynamo Pardubice |
| únor     | Henri Kiviaho   | Mountfield HK       | Tomáš Martinec  | Mountfield HK       |

## Výměny trenérů
V průběhu sezóny došlo ke změnám trenérů. Jejich přehled je uveden v tabulce:
| Tým                          | Datum změny        | Kolo | Pozice v tabulce | Odvolaný trenér                                     | Nově nastoupivší trenér                             |
| ---------------------------- | ------------------ | ---- | ---------------- | --------------------------------------------------- | --------------------------------------------------- |
| HC Škoda Plzeň               | 19. září 2022      | 2.   | 12.              | Václav Baďouček                                     | Petr Kořínek                                        |
| HC VERVA Litvínov            | 24. října 2022     | 14.  | 14.              | Vladimír Růžička                                    | Karel Mlejnek                                       |
| HC Sparta Praha              | 5. listopadu 2022  | 18.  | 12.              | Pavel Patera                                        | Petr Ton Jaroslav Hlinka František Ptáček (dočasně) |
| HC Sparta Praha              | 15. listopadu 2022 | 20.  | 13.              | Petr Ton Jaroslav Hlinka František Ptáček (dočasně) | Miloslav Hořava                                     |
| HC Kometa Brno               | 12. prosince 2022  | 27.  | 8.               | Martin Pešout                                       | Patrik Martinec                                     |
| Banes Motor České Budějovice | 25. prosince 2022  | 30.  | 13.              | Jaroslav Modrý                                      | David Čermák                                        |
| BK Mladá Boleslav            | 4. ledna 2023      | 33.  | 12.              | Ladislav Čihák                                      | Jiří Kalous                                         |

## Rozhodčí

#### Hlavní
- 4 Oldřich Hejduk
- 7 Tomáš Horák
- 8 René Hradil
- 12 Roman Mrkva
- 13 Antonín Jeřábek
- 21 Robin Šír
- 23 Petr Úlehla
- 56 Matěj Sýkora
- 57 Jan Jaroš (od 26. kola)
- 56 Lukáš Květoň (od 21. kola)
- 60 Daniel Pražák
- 61 Tomáš Micka (do 11. kola)
- 64 Tomáš Cabák
- 66 Adam Kika
- 67 Zbyněk Kubičík (do 30. kola)
- 72 Pavel Obadal
- 73 Tomáš Veselý
- 79 Jakub Šindel
- 82 Luděk Pilný
- 83 Filip Vrba
- 88 Jiří Ondráček II
- 96  Peter Stano
- 97 Jan Hribik

#### Čároví
- Všichni  kromě Šimona Synka

- 22 Marek Hlavatý
- 28 Tomáš Brejcha
- 30 Pavel Blažek (od 46. kola)
- 31 Jakub Frodl
- 32 Jiří Gebauer
- 33 Tomáš Gerát
- 35 Daniel Hynek
- 39 Lukáš Kajínek
- 40 Milan Kis
- 41 Vít Komárek
- 42 Vít Lederer
- 43 Miroslav Lhotský
- 44 Ladislav Lučan
- 45 Jiří Ondráček
- 47 David Thuma (od 46. kola)
- 50 Jiří Svoboda
- 51 Josef Špůr
- 54 Michal Zíka
- 74 David Klouček
- 75 Lukáš Rampír
- 76 Ondřej Malý
- 77 Šimon Synek
- 80 Vladimír Rožánek
- 81 Michal Axman
- 84 Petr Šimánek
- 89 Stanislav Hnát